# Korsika
Korsika (francouzsky Corse, italsky a korsicky Corsica) je ostrov ve Středozemním moři a jeden z 18 regionů Francie. Je čtvrtým největším ostrovem ve Středozemí, leží jihovýchodně od francouzské pevniny, na jihu metropolitní Francie, západně od Apeninského poloostrova a bezprostředně severně od italského ostrova Sardinie, nejbližší pevniny. Je vzdálena 80 km od pobřeží italského Toskánska a 180 km od Nice, nejbližšího města v pevninské Francii. Dvě třetiny ostrova tvoří souvislé pohoří, nejvyšším bodem je Monte Cinto s nadmořskou výškou 2 706 metrů. Na ploše 8 722 km² žije asi 356 tisíc obyvatel. Hlavní a největší město je Ajaccio, druhým největším městem je Bastia. Úředním a nejrozšířenějším jazykem je francouzština, přičemž korsičtina, která je domorodým jazykem z rodiny italsko-dalmatinských jazyků, je rovněž uznávána jako jeden z regionálních jazyků Francie.
Korsika byla ve starověku předmětem sporu mezi třemi hlavními centry vlivu: ligurským pobřežím (Etruskové a poté Janované), francouzským pobřežím Středozemního moře (město Massilia a poté Franská říše) a severní Afrikou (Kartágo, království Vandalů a poté Maurové). Samotní obyvatelé, chudí a málo početní, se těmto vlivům bránili nebo se jim přizpůsobovali. Římané považovali ostrov za chudý a divoký a vybudovali pouze několik malých měst v mírnějších částech pobřeží. Když se říše rozpadla, procházel ostrov obdobím nestability, žádná trvalá moc se zde neprosadila.
Korsika byla pod nadvládou Janovské republiky skoro čtyři století, od roku 1284 do roku 1755, kdy se odtrhla a stala se samozvanou italskojazyčnou republikou. Její součástí byla Korsická ústava, první demokratická ústava v novodobých dějinách, která mj. uznávala volební právo žen. V roce 1768 ji Janov oficiálně postoupil francouzskému králi Ludvíku XV. jako součást zástavy za dluhy vzniklé po získání francouzské vojenské pomoci při potlačení korsického povstání; v důsledku toho Francie ostrov v roce 1769 anektovala. Budoucí francouzský císař Napoleon Bonaparte byl rodilý Korsičan, který se narodil téhož roku v Ajacciu. 
Od roku 2018 je Korsika územním samosprávným celkem se zvláštním statusem, známého jako „collectivité de Corse“, skládající se z departementních celků Corse-du-Sud a Haute-Corse. Korsika je domovem nedotčené přírody s chráněnými přírodními parky a jedinečnou faunou, jako jsou korsičtí mufloni a orlovci říční. Regionální přírodní park Korsika, který pokrývá asi polovinu ostrova, zahrnuje známé pohoří s nejvyšším vrcholem Korsiky Monte Cinto. Klíčovou aktivitou je zde pěší turistika, zejména na GR 20, jedné z nejnáročnějších dálkových turistických tras v Evropě. Velmi oblíbené jsou také korsické pláže, například Palombaggia a Saleccia, s čistou vodou a bílým pískem. Korsické kulturní dědictví je směsicí italských, francouzských a místních vlivů. Korsičtina, ačkoli je dnes menšinovým jazykem, zůstává klíčovou součástí místní identity a v zájmu zachování této kultury se vyučuje v některých školách.

## Název
Původ jména Korsika je obtížné určit. Předpokládá se, že pochází z řeckého Kurnos ([Kyrnos]) s fénickým kořenem Kur nebo Kyr, což znamená bod, mys nebo předzvěst. Féničané ostrov nazývali také Korsai, což znamená „místo porostlé lesy“. Z fénického slova Korsai se v římské době stala latinská Corsica. Mnozí starověcí autoři, včetně Diodóra Sicilského, Sallusta a Vergilia, vysvětlují původ slova Korsika v souvislosti s legendami. Vergilius například napsal: „Tento ostrov se jmenuje Cyrne podle Cyrna, syna Hérakla“. Jako první tuto hypotézu vyslovil Hérodotos.
Podle jedné z legend byla první, kdo ostrov objevil, ligurská žena jménem Corsa. Jiná tvrdí, že slovo Corsica pochází z latinských kořenů cor, což znamená hruď, a sica, což znamená dýka. Jiný předpokládá, že slovo pochází od Corsus, synovce Aineiáse, a Sica, neteře Dídony, které byla Korsika darována. Tato legenda není doložena v žádném známém textu.

## Historie

### Prehistorie a starověk

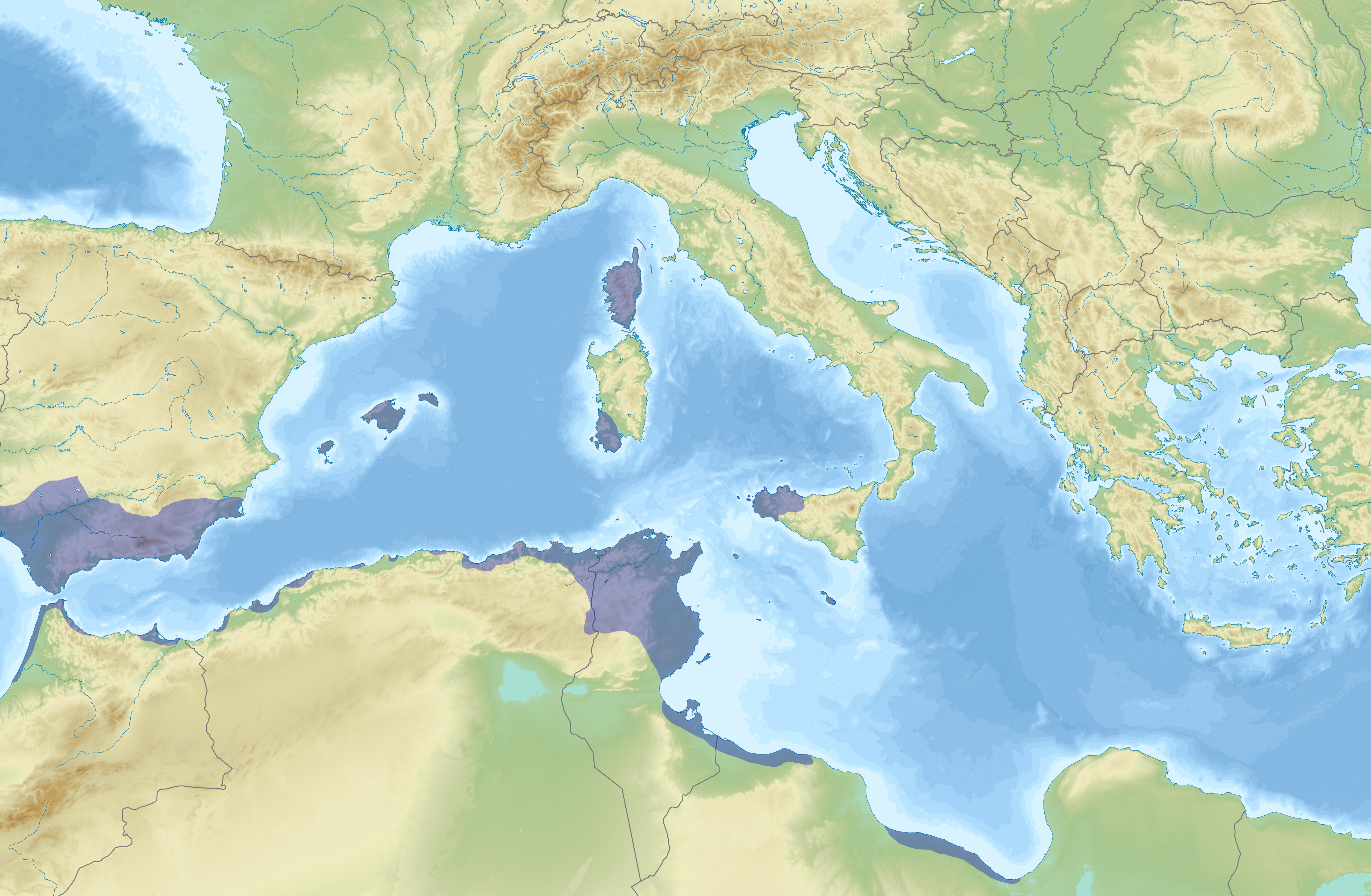
Kartágo a jeho závislá území v roce 264 př. n. l.

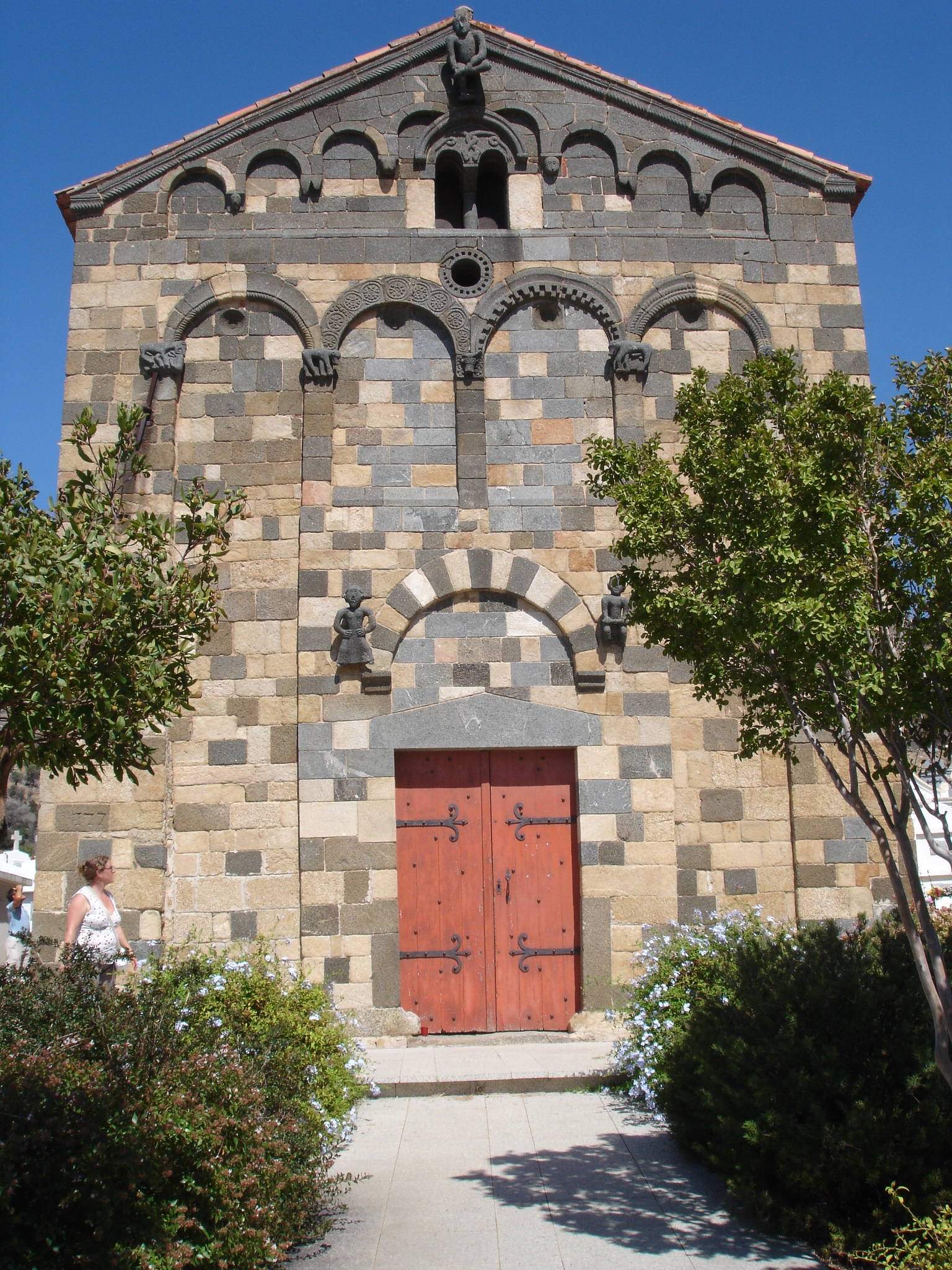
Románsko-pisánský styl kostela v Aregnu

Korsika byla osídlena již v mezolitu. Trvalá přítomnost člověka na Korsice je doložena v neolitu od 6. tisíciletí př. n. l. Po krátké okupaci Kartaginci, kolonizaci starými Řeky a jen o něco delší okupaci Etrusky byla na konci první punské války připojena k Římské republice a spolu se Sardinií se v roce 238 př. n. l. stala provincií Sardinie a Korsika Římské republiky. Římané, kteří v Alérii vybudovali kolonii, považovali Korsiku za jednu z nejzaostalejších oblastí římského světa. Ostrov produkoval ovce, med, pryskyřici a vosk a vyvážel mnoho otroků, na které se pro jejich divokou a vzpurnou povahu nehledělo dobře, navíc byl známý levným vínem, které se vyváželo do Říma, a sloužil jako místo vyhnanství, jedním z nejznámějších byl římský filozof Seneca.
Do římské Itálie byla Korsika začleněna císařem Diokleciánem (r. 284-305). Administrativně byl ostrov rozdělen na pagi, z nichž se ve středověku staly pievi, základní správní jednotky ostrova až do roku 1768.
 

V pátém století se západní polovina Římské říše zhroutila a ostrov byl napaden Vandaly a Ostrogóty. Byzantská říše jej nakrátko získala zpět a brzy se stal součástí Langobardského království. Tím se stala závislým územím Toskánského markrabství, které ji využívalo jako opěrný bod proti Saracénům. Pipin III. Krátký, král Franků a otec Karla Velikého, vyhnal Lombarďany a Korsiku nominálně daroval papeži Štěpánu II. V první čtvrtině 11. století Pisa a Janov společně osvobodily ostrov od hrozby arabské invaze. Poté se ostrov dostal pod vliv Pisánské republiky. Z tohoto období pochází mnoho polychromovaných kostelů, které zdobí ostrov. Korsika také zažila masivní přistěhovalectví z Toskánska, které dalo ostrovu jeho dnešní toponymii a způsobilo, že jazyk, kterým se mluví v severních dvou třetinách ostrova, je velmi blízký toskánštině. To vedlo k tradičnímu rozdělení Korsiky na dvě části podél hlavního řetězce hor, který se táhne zhruba od Calvi k Porto-Vecchio: východní Banda di dentro neboli Cismonte, více osídlená, rozvinutá a otevřená obchodu s Itálií, a západní Banda di fuori neboli Pomonte, téměř pustá, divoká a odlehlá.

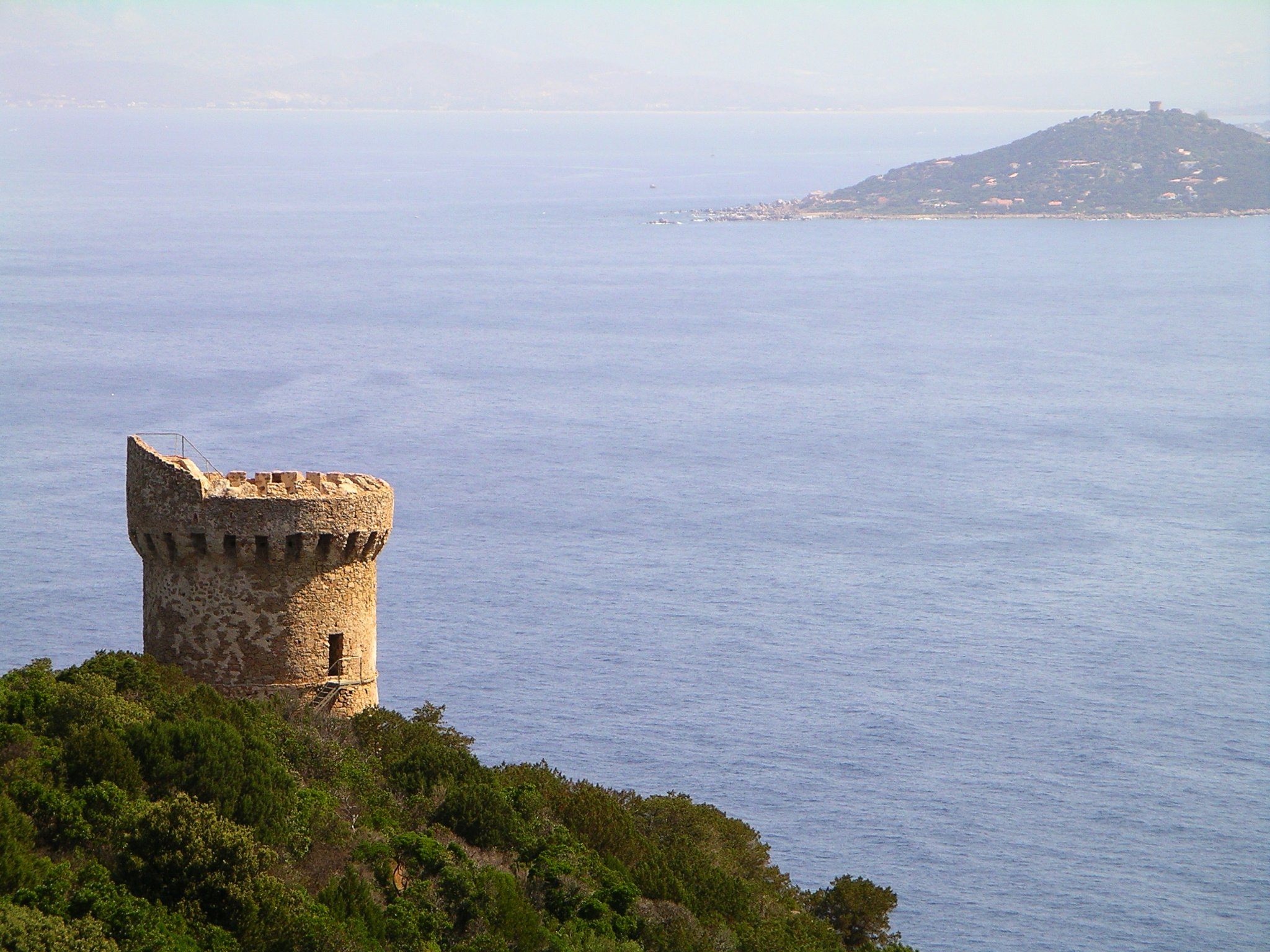
Barbarští piráti často napadali Korsiku.

Zdrcující porážka, kterou Pisa utrpěla v roce 1284 v bitvě u Melorie proti Janovské republice, měla mimo jiné za následek konec pisánské vlády a počátek janovského vlivu na Korsice: tomu zpočátku odporoval aragonský král, který v roce 1296 získal od papeže investituru nad Sardinií a Korsikou. Proti tomu se postavila lidová revoluce a feudálové v čele se Sambucucciem d'Alando získali pomoc Janova. Poté bylo Cismonte po italských zkušenostech spravováno jako liga comuni a církví. Následujících 150 let bylo obdobím konfliktů, kdy janovskou vládu zpochybňovali Aragonci, místní páni, comuni a papež: nakonec v roce 1450 Janov postoupil správu ostrova své hlavní bance, Bance svatého Jiří, což přineslo mír.
V 16. století se ostrov zapojil do boje mezi Španělskem a Francií o nadvládu v Itálii. V roce 1553 obsadila Korsiku francouzsko-osmanská flotila, ale reakce Španělska a Janova v čele s Andreou Doriem obnovila janovskou nadvládu na ostrově, která byla potvrzena mírem z Cateau-Cambrésis. Nešťastným protagonistou této epizody byl Sampiero di Bastelica, který byl později považován za hrdinu ostrova. Janovští, kteří obnovili svou moc, nedovolili korsické šlechtě podílet se na správě ostrova a utlačovali obyvatele velkým daňovým břemenem. Na druhou stranu zavedli ve velkém měřítku pěstování kaštanů, čímž zlepšili stravu obyvatelstva, a podél pobřeží vybudovali řetěz věží na obranu Korsiky před útoky barbarských pirátů ze severní Afriky. Období míru trvalo až do roku 1729, kdy odmítnutí platit daně jistým rolníkem vyvolalo všeobecné povstání ostrova proti Janovu.
Ostrov se stal známým díky velkému počtu žoldnéřských vojáků a důstojníků, které produkoval. V roce 1743 sloužilo jako vojáci v různých armádách (převážně janovské, benátské a španělské) více než 4 600 Korsičanů, což představovalo 4 % všech obyvatel ostrova, a ostrov se tak stal jednou z nejvíce militarizovaných společností v Evropě.

### Korsická republika

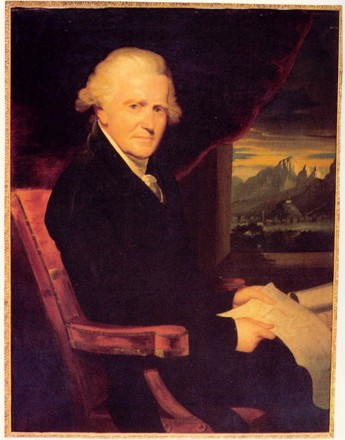
Pasquale Paoli

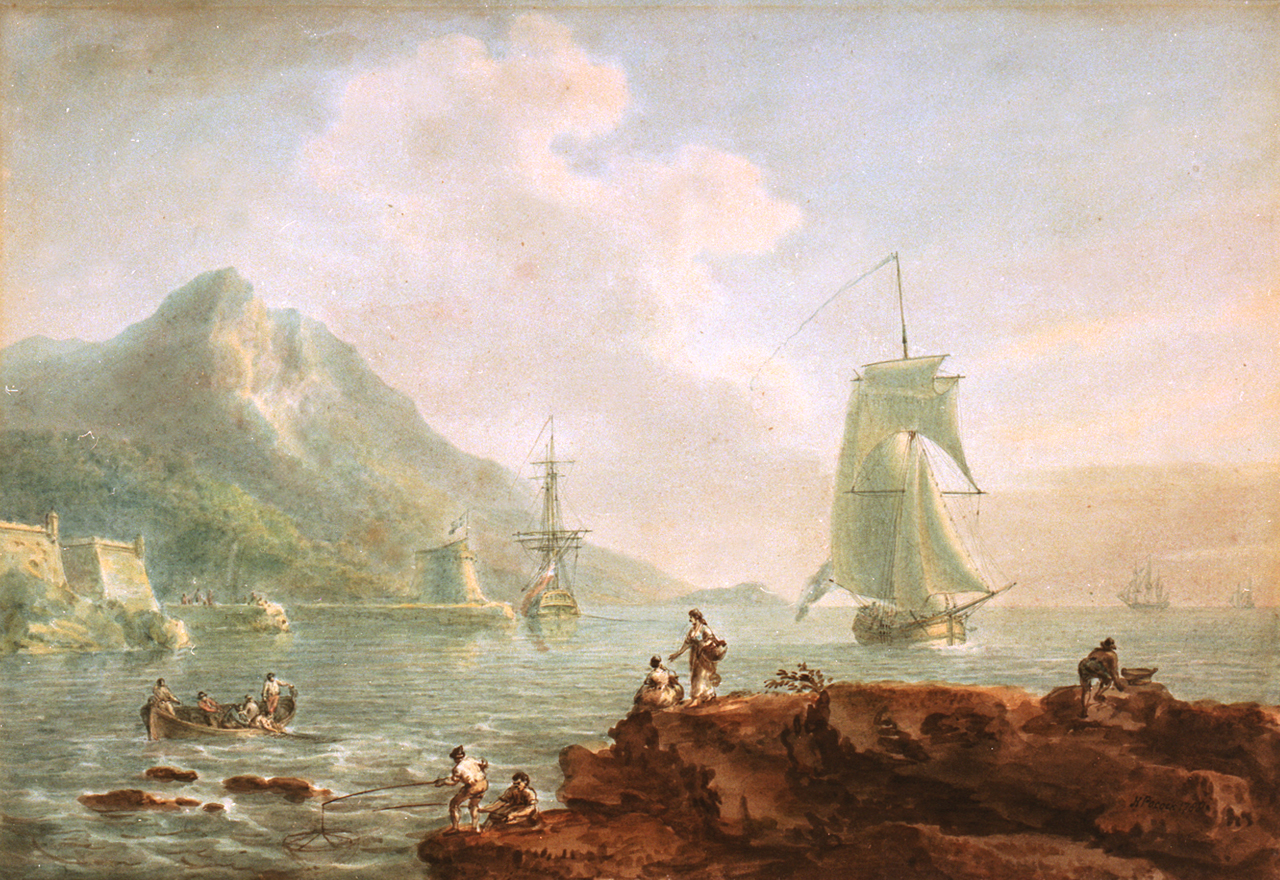
Pohled na Korsiku a věž Martello, obraz z roku 1788 „Šalupa a válečníciu Korsiky“ od Nicholase Pococka

V roce 1729 začala korsická revoluce za nezávislost na Janově, kterou nejprve vedli Luiggi Giafferi a Giacinto Paoli a později Paoliho syn Pascal Paoli. Po 26 letech boje proti Janovské republice, včetně efemérního pokusu o vyhlášení nezávislého Korsického království v roce 1736 pod vedením německého dobrodruha Theodora I. Korsický, byla v roce 1755 pod vedením Pascala Paoliho vyhlášena nezávislá Korsická republika, která zůstala suverénní až do roku 1769, kdy byl ostrov dobyt Francií.
Po vypuknutí Francouzské revoluce v roce 1789 se z britského exilu mohl na Korsiku vrátit Pascal Paoli. V roce 1794 vyzval britská vojska pod vedením Samuela Hooda, aby zasáhla a osvobodila Korsiku od francouzské nadvlády. Anglo-korsické síly vyhnaly Francouze z ostrova a založily Anglo-korsické království. Po vstupu Španělska do války se Britové v roce 1796 rozhodli z Korsiky stáhnout.

### 19. století

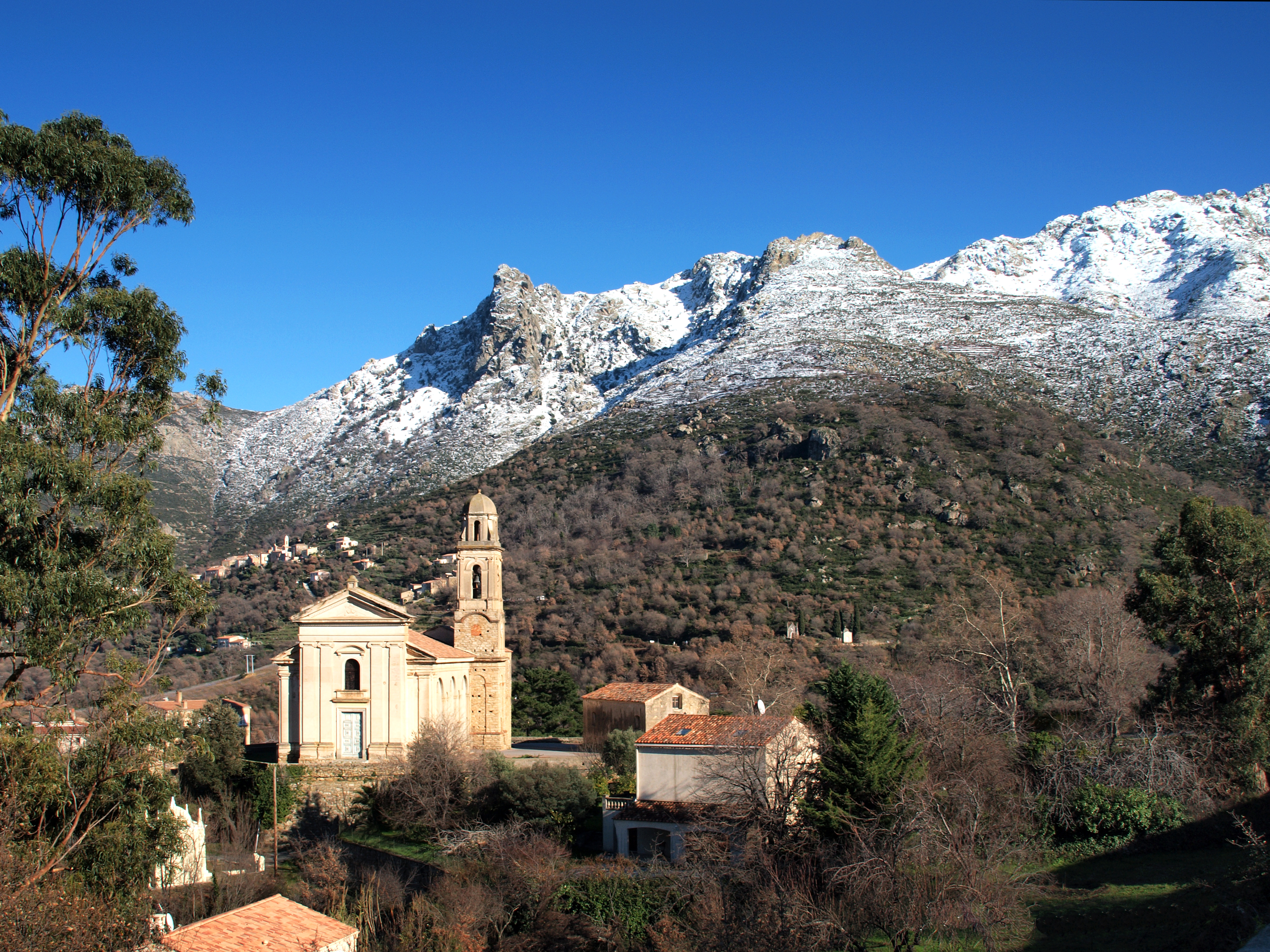
Kostel Saint-Nicolas ve Felicetu

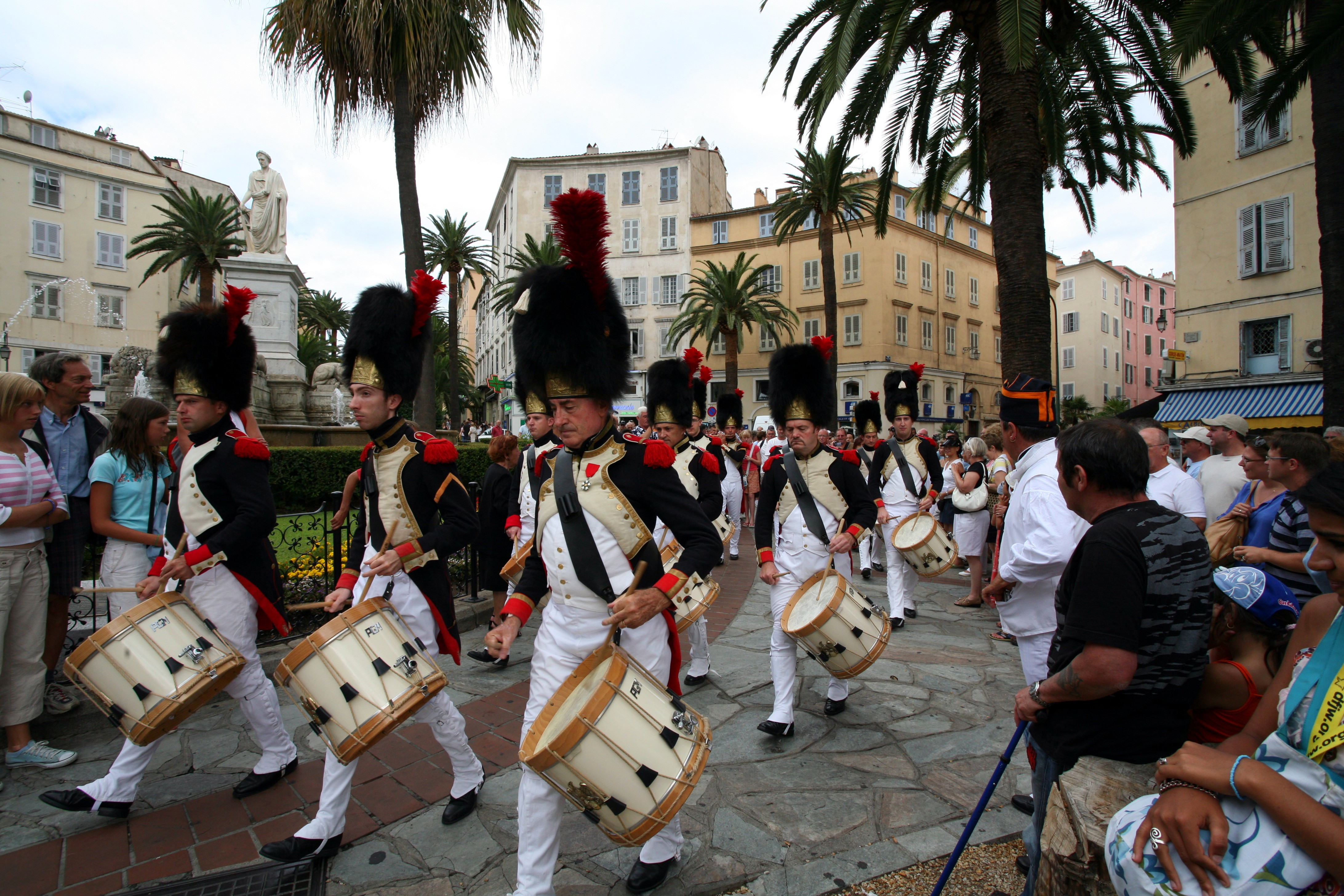
Korsičané si připomínají výročí Napoleonova narození

Přestože byl ostrov rodištěm císaře Napoleona Bonaparteho, sama Napoleonova vláda jej poněkud zanedbávala. V roce 1814, ke konci napoleonských válek, byla Korsika nakrátko znovu obsazena britskými vojsky. Smlouva z Bastie udělila britské koruně nad ostrovem svrchovanost, ale později ji lord Castlereagh odmítl a trval na tom, aby byl ostrov vrácen obnovené francouzské monarchii.
Po obnovení francouzského státu byl ostrov dále zanedbáván. Navzdory přítomnosti střední třídy v Bastii a Ajacciu zůstala Korsika jinak primitivním místem, jehož hospodářství spočívalo především v samozásobitelském zemědělství a jehož obyvatelstvo tvořilo pasteveckou společnost, ovládanou klany a pravidly vendety (krevní msty). Zákoník vendety vyžadoval, aby se Korsičané mstili smrtí za provinění proti rodinné cti. V letech 1821–⁠⁠⁠⁠⁠⁠1852 bylo na Korsice spácháno nejméně 4 300 vražd. V první polovině století byli obyvatelé Korsiky stále ještě zapojeni do italského kulturního světa: buržoazie posílala děti na studia do Pisy, úřední akty byly přijímány v italštině a většina knih se tiskla v italštině. Mnozí obyvatelé ostrova navíc sympatizovali s národnostním bojem, který v těch letech probíhal v nedaleké Itálii: několik politických uprchlíků z poloostrova, jako například Niccolò Tommaseo, strávilo na ostrově několik let, zatímco někteří Korsičané, jako například hrabě Leonetto Cipriani, se aktivně účastnili bojů za nezávislost Itálie.
Přesto v těchto letech začali Korsičané pociťovat stále silnější náklonnost k Francii. Důvody jsou různé: Francouzský jazyk, který díky povinné základní škole začal pronikat mezi místní mládež, vysoká prestiž francouzské kultury, vědomí příslušnosti k velkému a mocnému státu, možnost dobře placeného zaměstnání jako státní zaměstnanci, a to jak na ostrově, tak na pevnině a v koloniích, vyhlídka na službu ve francouzské armádě během válek za dobytí koloniální říše, zavedení parníků, které drasticky zkrátily dobu cestování mezi pevninskou Francií a ostrovem, a v neposlední řadě sám Napoleon, jehož existence sama o sobě představovala neoddělitelné spojení mezi Francií a Korsikou. Díky všem těmto faktorům se Korsika kolem roku 1870 dostala do francouzského kulturního světa.
Od 19. století do poloviny 20. století se Korsičané sbližovali s francouzským národem také díky účasti na Francouzské koloniální říši. Ve srovnání s většinou metropolitní Francie však Korsika zůstávala chudá, a proto mnoho Korsičanů emigrovalo. V mnoha částech říše byli Korsičané silně zastoupeni, například v Saigonu, kde v roce 1926 pocházelo 12 % Evropanů z Korsiky. Po celé Francouzské říši si mnoho Korsičanů udržovalo smysl pro komunitu tím, že zakládali organizace, v nichž se pravidelně scházeli, vzájemně se informovali o vývoji na Korsice a v případě potřeby si přicházeli na pomoc.

### Moderní doba

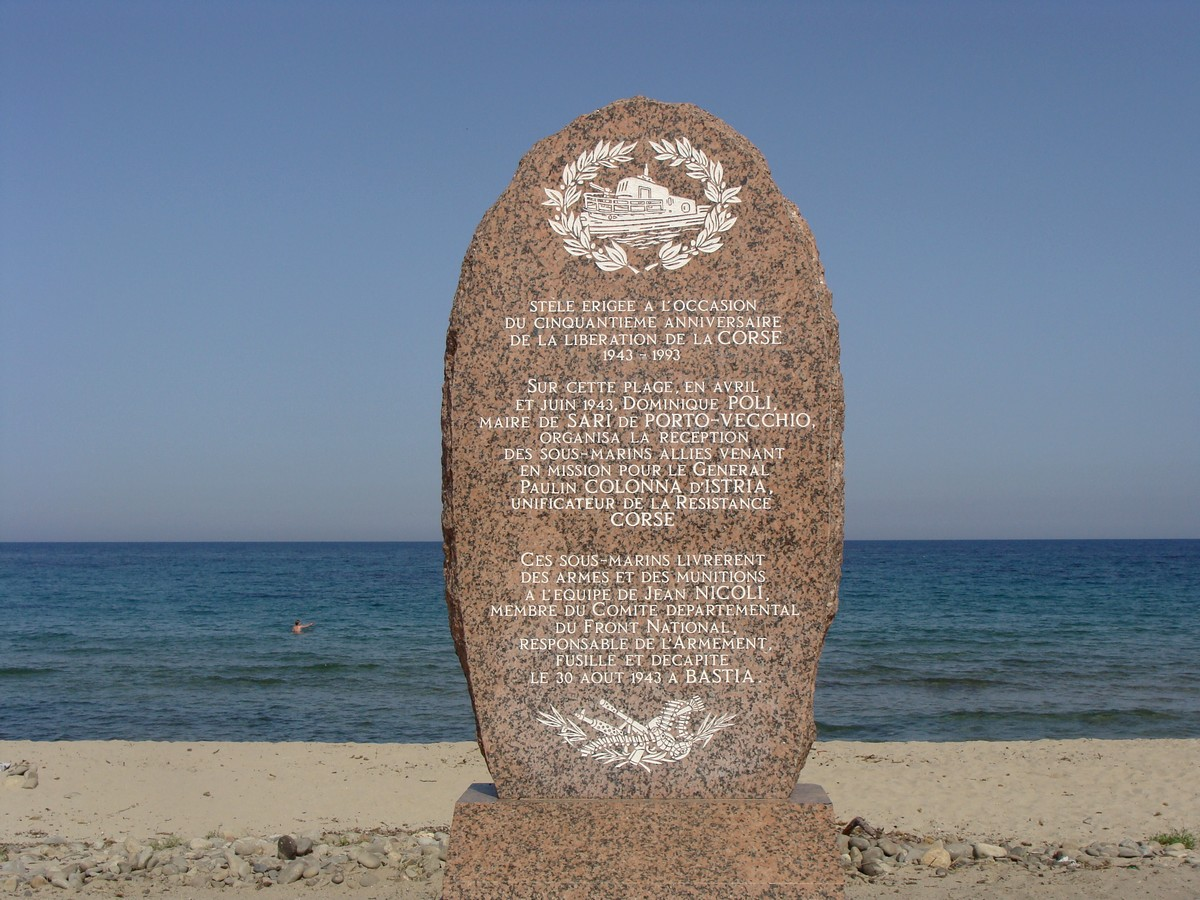
Památník k 50. výročí osvobození Korsiky za druhé světové války v Solaro (plaine orientale)

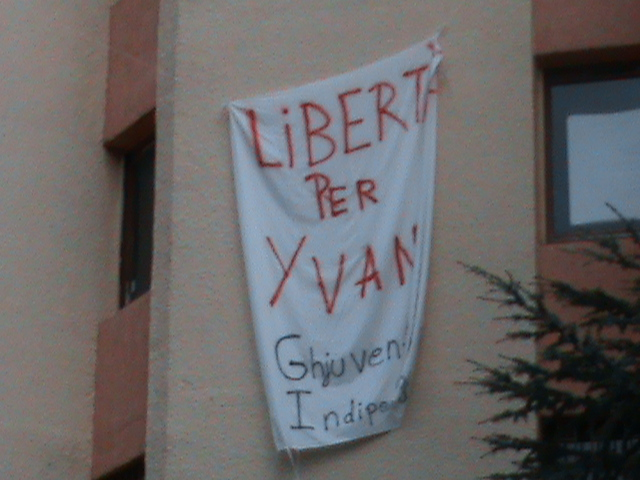
Transparent na Univerzitě Pasquale Paoliho vztyčený stoupenci korsické nezávislosti, vyzývající k propuštění Yvana Colonny

Po pádu Francie do rukou německého wehrmachtu v roce 1940 přešla Korsika pod vládu vichistického francouzského režimu, který kolaboroval s nacistickým Německem. V listopadu 1942 byl ostrov po anglo-americkém vylodění v severní Africe obsazen italskými a německými vojsky. Po uzavření italského příměří v září 1943 vytlačily italské a svobodné francouzské síly Němce z ostrova, čímž se Korsika stala prvním osvobozeným francouzským departementem.
Během květnové krize v roce 1958 se francouzské vojenské velení v Alžírsku vzbouřilo proti Čtvrté Francouzské republice a 24. května obsadilo ostrov v rámci akce nazvané Opération Corse, která vedla k pádu vlády; druhá fáze pokusu o převrat, obsazení Paříže, byla zrušena po ustavení přechodné vlády pod vedením Charlese de Gaulla.
Od konce 50. do 70. let 20. století zvyšovaly napětí mezi místními obyvateli a francouzskou vládou návrhy na provádění podzemních jaderných zkoušek v dolech Argentella, přistěhování 18 000 bývalých osadníků z Alžírska („Černé nohy“) do východních rovin a pokračující chemické znečištění (Fanghi Rossi) od pevninské Itálie. Napětí se stupňovalo, až došlo 23. srpna 1975 k ozbrojenému policejnímu útoku na vinný sklípek „Pieds-noirs“ v Alerii, který obsadili korsičtí nacionalisté. Tím byl zahájen korsický konflikt, ozbrojený nacionalistický boj proti francouzské vládě. Od té doby je korsický nacionalismus charakteristickým rysem politiky ostrova, který požaduje větší autonomii a ochranu korsické kultury a korsičtiny, nebo dokonce úplnou nezávislost. Některé skupiny podporující nezávislost, jako například Fronta pro národní osvobození Korsiky, vedly násilnou kampaň, která zahrnovala bombové útoky a atentáty na budovy a úředníky francouzské vlády. Pravidelné nájezdy a vraždy vyvrcholily v roce 1998 vraždou prefekta Clauda Érignaca. V poslední době se snaha o nezávislost projevuje spíše ve volbách, kdy Korsičané v několika posledních volbách drtivou většinou zvolili proautonomní nebo nezávislost podporující strany.
V roce 2018 měla Korsika nejvyšší počet vražd ve Francii, v březnu 2022 došlo na Korsice k rozsáhlým protestům a nepokojům poté, co byl ve vězení zavražděn Yvan Colonna, vrah Clauda Érignaca. V srpnu 2022 se přes ostrov přehnalo korsické derecho, které zabilo šest lidí, desítky dalších zranilo a způsobilo značné škody.

## Geografie

Geografická mapa Korsiky

Korsika leží v západní části Středozemního moře, vzdálená maximálně několik set kilometrů od některých velkých středomořských ostrovů nebo měst: 12 km od Sardinie (oddělená Bonifáckým průlivem), 82 km od pobřeží Toskánska (oddělená Tyrhénským mořem), 120 km od Livorna, 180 km od Nice/Francouzské Riviéry, 183 km od Janova (oddělená Ligurským mořem) či 603 km od Tunisu. Od severu k jihu měří 183 km a v nejširším místě 83,5 km. Protíná ji 9. poledník na východě a 42. rovnoběžka na severu. Rozkládá se na ploše 8 722 km2, což jsou necelá 2 % území Francie. Průměrná nadmořská výška ostrova je 568 m, je soustředěn kolem rozsáhlého horstva orientovaného ve směru severozápad/jihovýchod, s nejvyšší horou Monte Cinto s nadmořskou výškou 2 706 m a přibližně 120 dalšími vrcholy vyšší než 2000 m. 
V pohoří jsou vydatné srážky a protíná ho řada průsmyků, které jsou v zimě často zasněžené, zejména průsmyk Vizzavona v nadmořské výšce 1 161 m, kterým prochází hlavní silnice a železnice spojující Ajaccio s Bastií. Ostrov se dělí na dvě jasně odlišené a někdy si konkurující oblasti: Deçà des Monts na severu, která dnes odpovídá Haute-Corse, soustředěné kolem Bastie; Delà des Monts na jihu, která dnes odpovídá Corse-du-Sud, soustředěné kolem Ajaccia. Deçà je do značné míry otevřená italskému poloostrovu, zatímco Delà je mnohem autonomnější. Německý geograf Friedrich Ratzel ji popsal jako „horskou zemi v moři “.
Korsika je součástí italského zeměpisného regionu a spolu se Sardinií leží na kontinentální mikrodesce. Její postavení v rámci francouzského geografického prostoru je nejednoznačné, jak vysvětluje sociolog Jean-Louis Fabiani:
| „ | Korsika zaujímá ve francouzském geografickém prostoru paradoxní postavení. Není ani skutečně zámořským územím, ani oblastí zahrnutou do územní kontinuity. Na francouzských mapách byla Korsika dlouho zobrazována v blízkosti jižního okraje země, čímž byla vyňata ze svého územního ukotvení v Janovském zálivu a byla popřena její geografická a kulturní blízkost k Itálii. Mapa Francie zobrazená v titulcích filmu Tout va bien režisérů Jeana-Luca Godarda a Jeana-Pierra Gorina umisťuje Korsiku severozápadně od Dunkerku, což lépe než dlouhé řeči naznačuje plovoucí pozici ostrova v národním prostoru. | “ |

Součástí Korsiky je mnoho ostrůvků, útesů a ostrovů, často neobydlených. Mezi největší patří ostrov Lavezzi (0,65 km²) a ostrov Cavallo (1,12 km²). 

### Geologie, topografie a hydrografie

Generalizovaná geologická mapa Korsiky

Ostrov nabízí širokou škálu topografických formací a přírodních scenérií. V oligo-miocénu, tedy v polovině kenozoika, přibližně před 22 až 25 miliony let, se od iberského bloku postupně oddělil korsicko-sardinský blok a kontinentální pásmo, čímž se za nimi otevřela Provensálská pánev, Alboránské moře, Alžírská pánev a Tyrhénské moře. Topografie ostrova je přesto velmi členitá.

Reliéf Korsiky je velmi strmý, takže téměř 70 % území leží ve výšce nad 200 m a třetina nad 500 m. V centrálních částech ostrova se často vyskytují skalnaté žulové krajiny. Na západních dvou třetinách ostrova se nacházejí staré souvrství pocházející z hercynského vrásnění. Podloží je zde krystalické a podpírá hlavní vrcholy ostrova. Táhne se od severovýchodu k jihovýchodu. Hercynská Korsika“ je tvořena plutonickými horninami (žula, diorit, gabro) a ryolitovými vulkanickými komplexy, zejména v masivu Monte Cinto. Severovýchodní čtvrtina ostrova, od Cap Corse po Castagniccia, je tvořena metamorfovanými horninami z alpinského a pyrenejsko-provensálského vrásnění. Severovýchodní čtvrtina ostrova, od Cap Corse po Castagniccia, je tvořena metamorfovanými horninami z alpské a pyrenejsko-provensálské orogeneze. „Alpská Korsika“, která vznikla v třetihorách, je tvořena různými metamorfovanými horninami. Východní rovina je jedinou nížinnou oblastí ostrova, táhne se podél Tyrhénského moře od Bastie po Solenzaru. Za svou existenci vděčí naplaveninám, které přinášejí vodní toky ve východní a střední části ostrova.

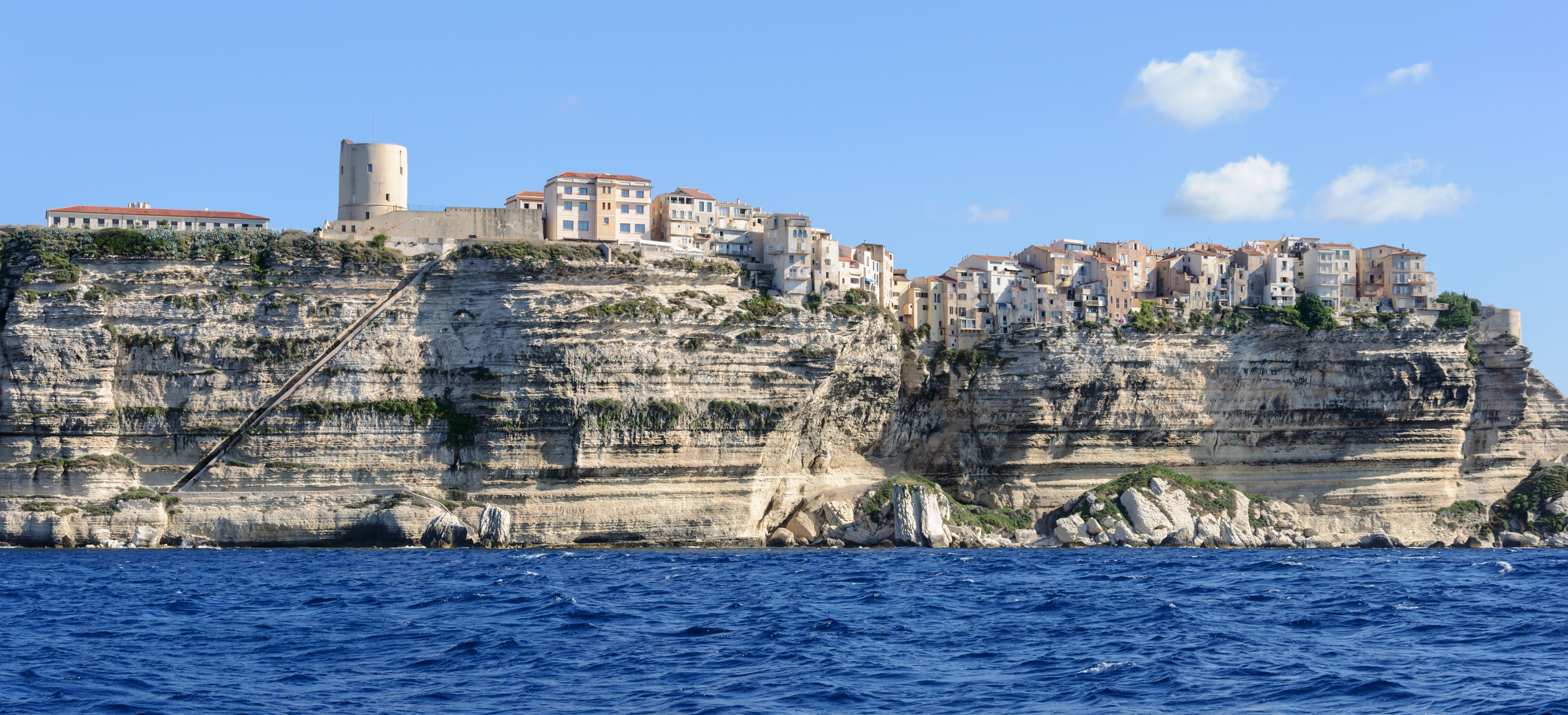
Útesy v Bonifaciu

Hydrografická síť Korsiky je organizována především kolem dvou řek, Golo na severu a Liamone na jihu. Řeky jsou krátké a většinou prudké. Pouze Golo a Tavignano přesahují délkou 80 km. Od 80. let 20. století poklesly průtoky v hlavních řekách o 20-30 %. Dopravní spojení je vzhledem k hornatému charakteru ostrova poměrně obtížné. Spojení je především mezi Ajacciem a Bastií. Pobřeží je převážně skalnaté (71 % z 1 000 km pobřeží).
Nejvyšším vrcholem ostrova je Monte Cinto (2706 m), vzdálené od moře pouhých 28 km; na jeho vrcholu se nacházejí sněhová pole. I další vrcholy dosahují vysokých nadmořských výšek: Monte Rotondo (2622 m), Paglia Orba (2525 m), Monte Renoso (2352 m) či Monte Incudine (2134 m), celkem120 vrcholů vyšších než 2000 metrů. Hornatý je i sever ostrova, mys Còrso je také velmi hornaté, s vrcholy přesahujícími 1300 metrů. 

### Podnebí

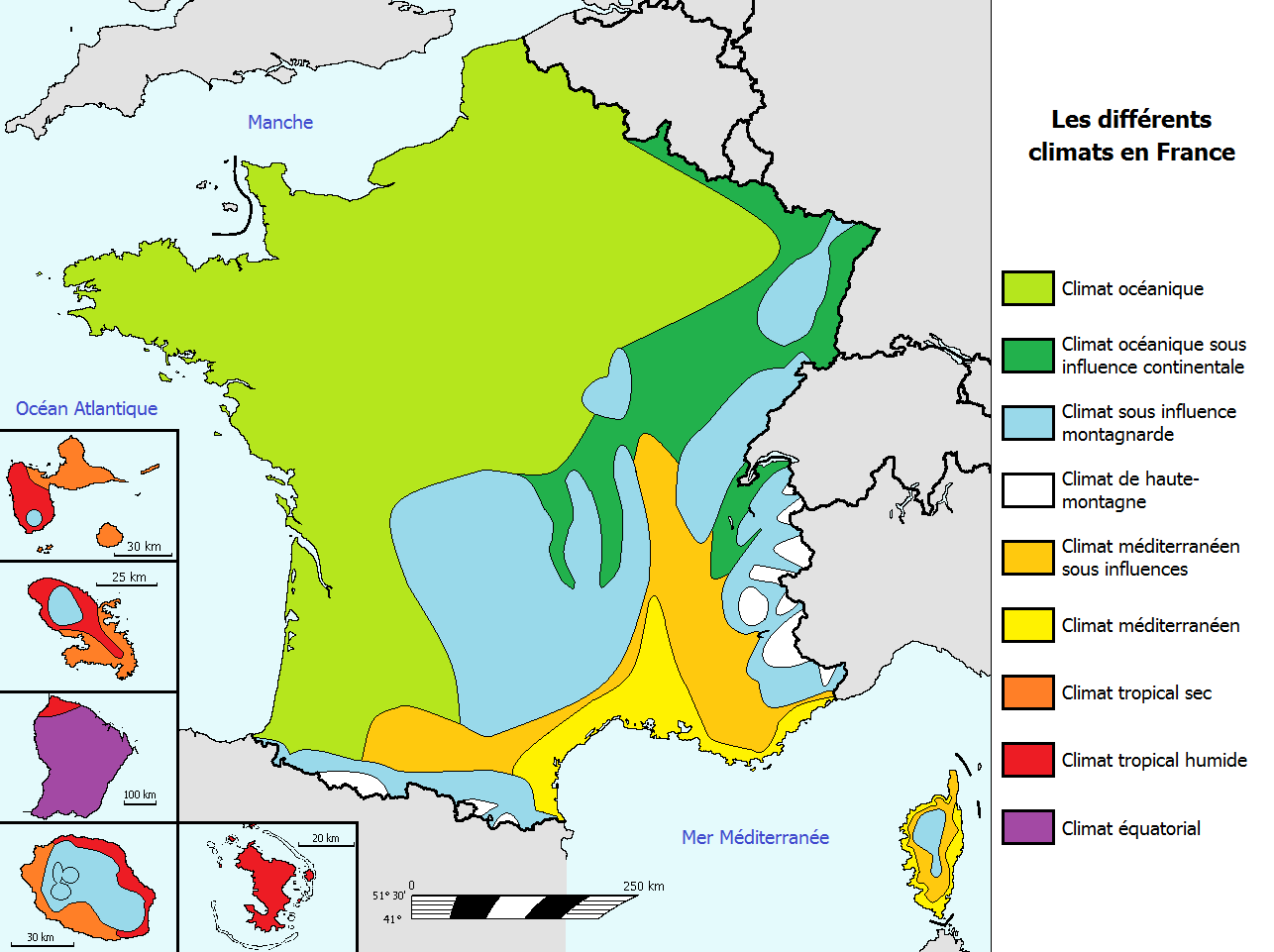
Mapa klimatických oblastí Francie

Podle Köppenovy klasifikace podnebí se pobřežní oblasti vyznačují horkým letním středozemním klimatem (Csa). Dále ve vnitrozemí je běžnější teplé letní středozemní klima (Csb). V nejvyšších polohách se vyskytují malé oblasti se subarktickým klimatem (Dsc, Dfc).
Podnebí na Korsice je obecně středomořské, s horkými a suchými léty a mírnými a deštivými zimami na pobřeží a v závislosti na nadmořské výšce s chladnějšími a sněhovými zimami v horách ve vnitrozemí. Středomořské podnebí se vyznačuje trvalým suchem, intenzivním horkem v létě a prudkými bouřemi, které se mohou vyskytovat ve vnitrozemí; zimy jsou mnohem mírnější a vlhčí. V létě se teploty pohybují mezi 25 a 30 °C na pobřeží a někdy jsou vyšší ve vnitrozemí, zatímco v zimě jsou teploty mírnější, obvykle mezi 10 a 15 °C přes den. Ve vyšších nadmořských výškách jsou srážky vydatnější než v nížinách.
Údaj o průměrné roční teplotě (12 °C) není příliš vypovídající, protože na ostrově se vyskytují četná mikroklimata, která jsou dána jeho členitou orografickou strukturou: vždy však převládá typický středomořský jas (světlo) a sluneční svit. Průměrná roční teplota na pobřeží je 16,6 °C, přičemž zimní průměr činí 7/8 °C a letní průměr 25 °C.  
Co se týče slunečního svitu, je Ajaccio městem s třetím nejdelším slunečním svitem ve Francii, v letech 1991-2010 zde bylo průměrně 2 756 hodin slunečního svitu ročně, zatímco Bastia je s 2 579 hodinami slunečního svitu ročně na šestém místě. Stanice Sari-Solenzara zaznamenává nejvyšší celoroční teploty v metropolitní Francii s ročním průměrem 16,4 °C za období 1981-2010. Průměrné množství ročního slunečního svitu činilo v období 2008-2016 na této stanici 2 715 hodin. 

| Sari-Solenzara, jihovýchodní část ostrova – podnebí | Sari-Solenzara, jihovýchodní část ostrova – podnebí | Sari-Solenzara, jihovýchodní část ostrova – podnebí | Sari-Solenzara, jihovýchodní část ostrova – podnebí | Sari-Solenzara, jihovýchodní část ostrova – podnebí | Sari-Solenzara, jihovýchodní část ostrova – podnebí | Sari-Solenzara, jihovýchodní část ostrova – podnebí | Sari-Solenzara, jihovýchodní část ostrova – podnebí | Sari-Solenzara, jihovýchodní část ostrova – podnebí | Sari-Solenzara, jihovýchodní část ostrova – podnebí | Sari-Solenzara, jihovýchodní část ostrova – podnebí | Sari-Solenzara, jihovýchodní část ostrova – podnebí | Sari-Solenzara, jihovýchodní část ostrova – podnebí | Sari-Solenzara, jihovýchodní část ostrova – podnebí |
| Období                                              | leden                                               | únor                                                | březen                                              | duben                                               | květen                                              | červen                                              | červenec                                            | srpen                                               | září                                                | říjen                                               | listopad                                            | prosinec                                            | rok                                                 |
| --------------------------------------------------- | --------------------------------------------------- | --------------------------------------------------- | --------------------------------------------------- | --------------------------------------------------- | --------------------------------------------------- | --------------------------------------------------- | --------------------------------------------------- | --------------------------------------------------- | --------------------------------------------------- | --------------------------------------------------- | --------------------------------------------------- | --------------------------------------------------- | --------------------------------------------------- |
| Nejvyšší teplota [°C]                               | 13,6                                                | 14,0                                                | 15,9                                                | 18,1                                                | 22,2                                                | 26,1                                                | 29,4                                                | 29,7                                                | 26,3                                                | 22,1                                                | 17,4                                                | 14,3                                                | 20,7                                                |
| Průměrná teplota [°C]                               | 9,8                                                 | 9,8                                                 | 11,6                                                | 13,7                                                | 17,8                                                | 21,3                                                | 24,5                                                | 24,8                                                | 21,7                                                | 18                                                  | 13,6                                                | 10,7                                                | 16,4                                                |
| Průměrné měsíční minimum [°C]                       | 5,8                                                 | 5,6                                                 | 7,3                                                 | 9,3                                                 | 12,9                                                | 16,5                                                | 19,5                                                | 19,9                                                | 17,1                                                | 13,9                                                | 9,8                                                 | 7,1                                                 | 12,1                                                |
| Průměrné srážky [mm]                                | 71                                                  | 58                                                  | 61                                                  | 80                                                  | 46                                                  | 25                                                  | 12                                                  | 28                                                  | 88                                                  | 126                                                 | 94                                                  | 104                                                 | 794                                                 |
| Dní se srážkami                                     | 6,2                                                 | 6,1                                                 | 6,5                                                 | 7,5                                                 | 4,9                                                 | 3,0                                                 | 1,5                                                 | 2,2                                                 | 4,8                                                 | 7,1                                                 | 8,1                                                 | 8,7                                                 | 66,6                                                |
| Zdroj: Météo-France                                 |                                                     |                                                     |                                                     |                                                     |                                                     |                                                     |                                                     |                                                     |                                                     |                                                     |                                                     |                                                     |                                                     |

Vítr je podmíněn reliéfem, může být poměrně prudký, zejména na cap Corse (Korsický mys). Na západním pobřeží převládá severozápadní vítr mistrál, na východním pobřeží převládá západní nebo jihozápadní lebič a na úplném jihu ostrova, u Bonifáckého průlivu, převládá jugo od jihovýchodu.

### Vegetace

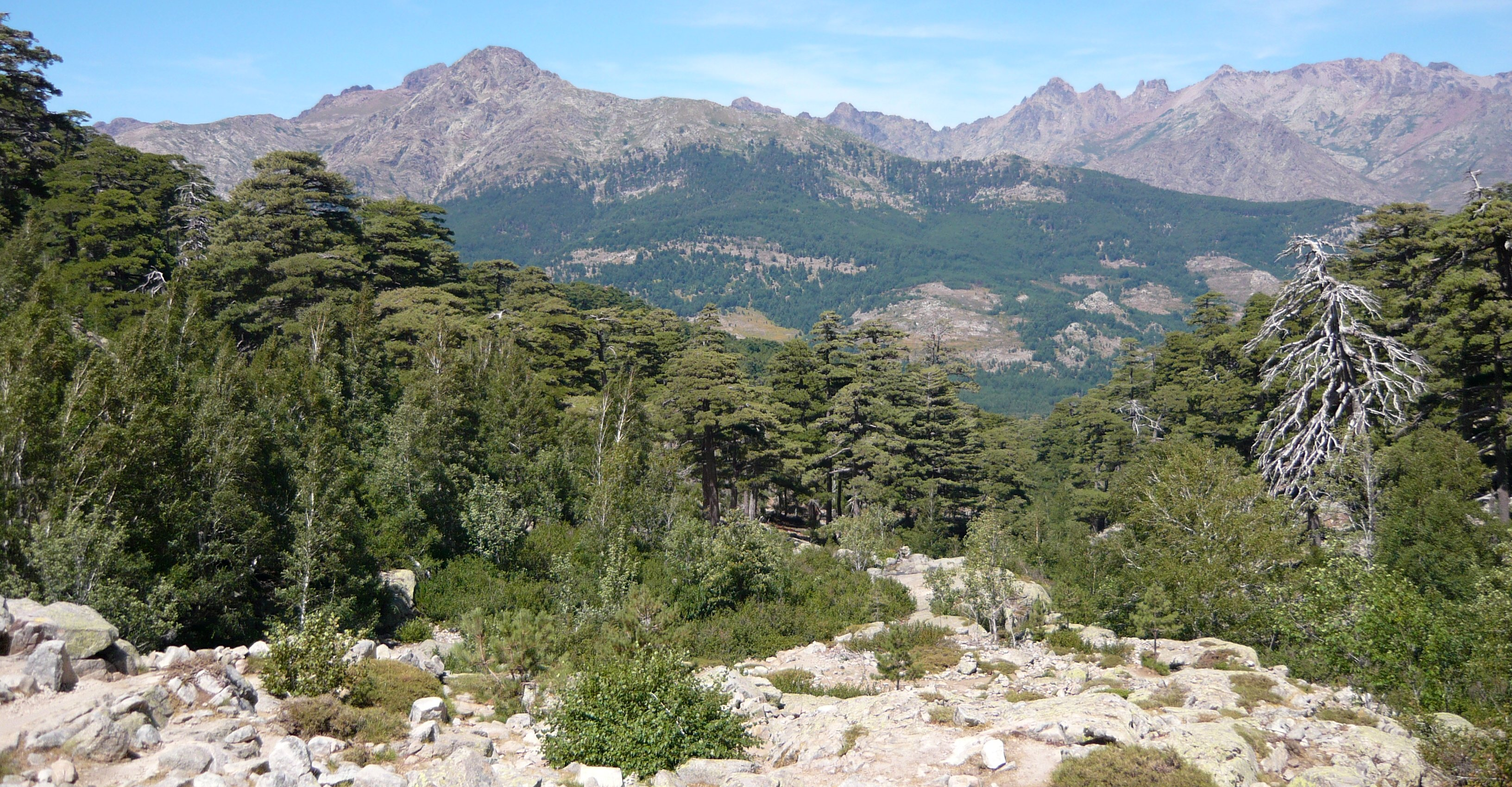
Les borovice černé spp. Laricio pod úbočím svahu u Lac de Nino, Forêt de Valdo-Niellu. Vzadu vlevo Paglia Orba, vpravo masiv Monte Cinto.

Ostrov se dělí na čtyři hlavní ekologické zóny podle nadmořské výšky: Pod 600 m n. m. je mírné středomořské podnebí pobřežní zóny, s horkými a suchými léty a chladnými a deštivými zimami. Přirozenou vegetací této oblasti jsou řídké středomořské lesy, křoviny a keře. Pobřežní nížiny jsou součástí Tyrhénsko-jadranského ekoregionu sklerotických a smíšených lesů,v němž převládají lesy a lesní porosty stálezelených sklerofylních dubů, zejména dubu cesmínového (Quercus ilex) a dubu korkového (Quercus suber). Velká část pobřežních nížin byla vykácena pro zemědělství, pastvu a těžbu dřeva; tyto činnosti značně snížily rozlohu lesů.
Mezi 600 a 1800 m n. m. se nachází mírné horské pásmo. V horách je chladněji a vlhčeji a nachází se zde korsický ekoregion horských listnatých a smíšených lesů. V této oblasti rostou rozmanité dubové, borové a listnaté lesy s vegetací typickou spíše pro severní Evropu. Obyvatelstvo žije převážně v nadmořské výšce pod 900 m, od 900 m žijí pastevci a turisté. 
Subalpínská zóna, která se nachází mezi 1 750 a 2 100 m n. m., je charakteristická přítomností malých stromů a keřů, zejména kapraďorostů, a vřesovišť (mateřídouška, bobovité ).
Nadmořská výška nad 1 800 až 2 700 m n. m. je vysokohorská alpínská tundra, je charakteristická dlouhou délkou sněhové pokrývky, tuhostí zimy a vysokým teplotním rozpětím. Vegetace je řídká, fouká silný vítr a často je zataženo. Tato zóna je neobydlená.

#### Makchie

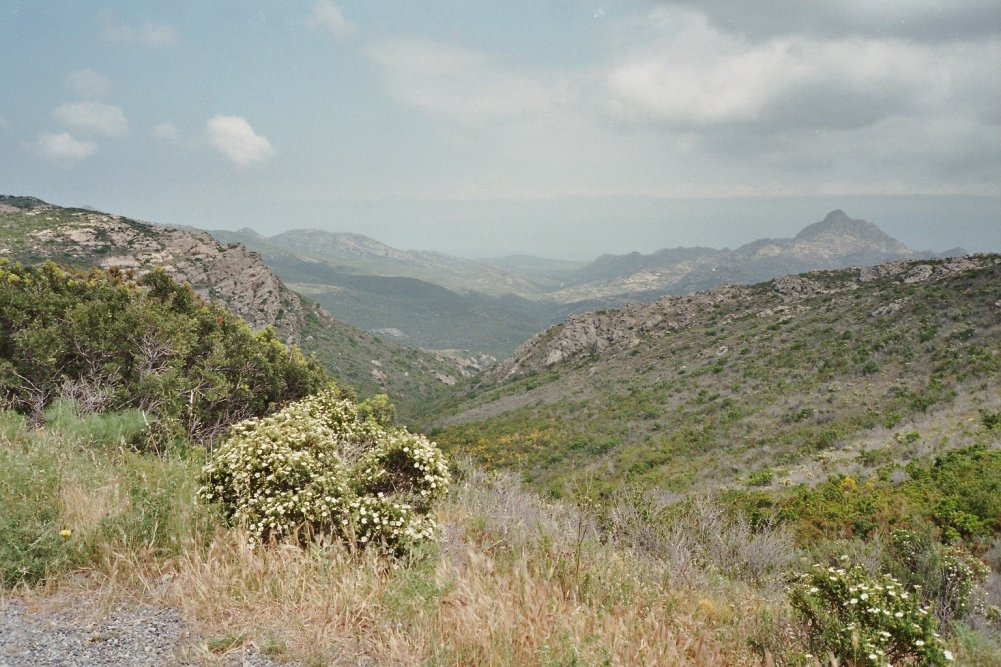
Garrigue a makchie na Korsice

Makchie, zvaná korsická Makchie, je stálezelený křovinatý les, který pokrývá přibližně polovinu ostrova. Tento typ vegetace je typický pro středomořské podnebí se zimními srážkami a pro ostrov je obzvláště charakteristický. Rostliny mají často kožovité listy a zespodu jsou chlupaté, aby se minimalizoval výpar. Pro makchii jsou také typické olejnaté a silně vonící rostliny.
S blížící se zimou kvete makchie pestrými barvami a z ostrova se line intenzivní vůně, která je cítit i z moře. Napoleon Bonaparte prý prohlásil, že jen podle ní pozná svůj rodný ostrov. K významným rostlinám makchie patří levandule, kručinka, skalník, myrta, vřes a jahodník. V horkých letních měsících vegetace na mnoha místech vysychá a krajina tak působí stepním dojmem.
Každý rok uprostřed léta dochází k lesním požárům, většinou v důsledku úmyslného zapálení nebo nedbalosti. Pastýři úmyslně zakládají požáry, aby „bezcennou“ makchii proměnili v pastviny. V minulosti žhářství využívali také stavební spekulanti, aby znehodnotili makchii jako přírodu a mohli pak snáze získat stavební povolení. Malý počet těchto požárů je také způsoben samovznícením vyschlé vegetace (požár způsobený environmentálním faktorem). K hašení větších lesních požárů se používají speciální hasicí letouny, které v pobřežních oblastech nabírají mořskou vodu z moře a shazují ji přímo nad zdrojem požáru ve vnitrozemí. To může místy vést k zasolení svrchní vrstvy půdy a ztížit obnovu vegetace.

#### Garrigue
Na rozdíl od makchie je garrigue nižší, obvykle dosahuje výšky pouze do jednoho metru; také se zde vyskytují i jiné rostliny. Na zvláště řídkých půdách roste cistus, vlčí bob, různé kručinky, rozmarýn, tymián, levandule pravá, šalvěj a geofyty, jako jsou orchideje, afodil a merendera.

#### Stromy a kulturní rostliny

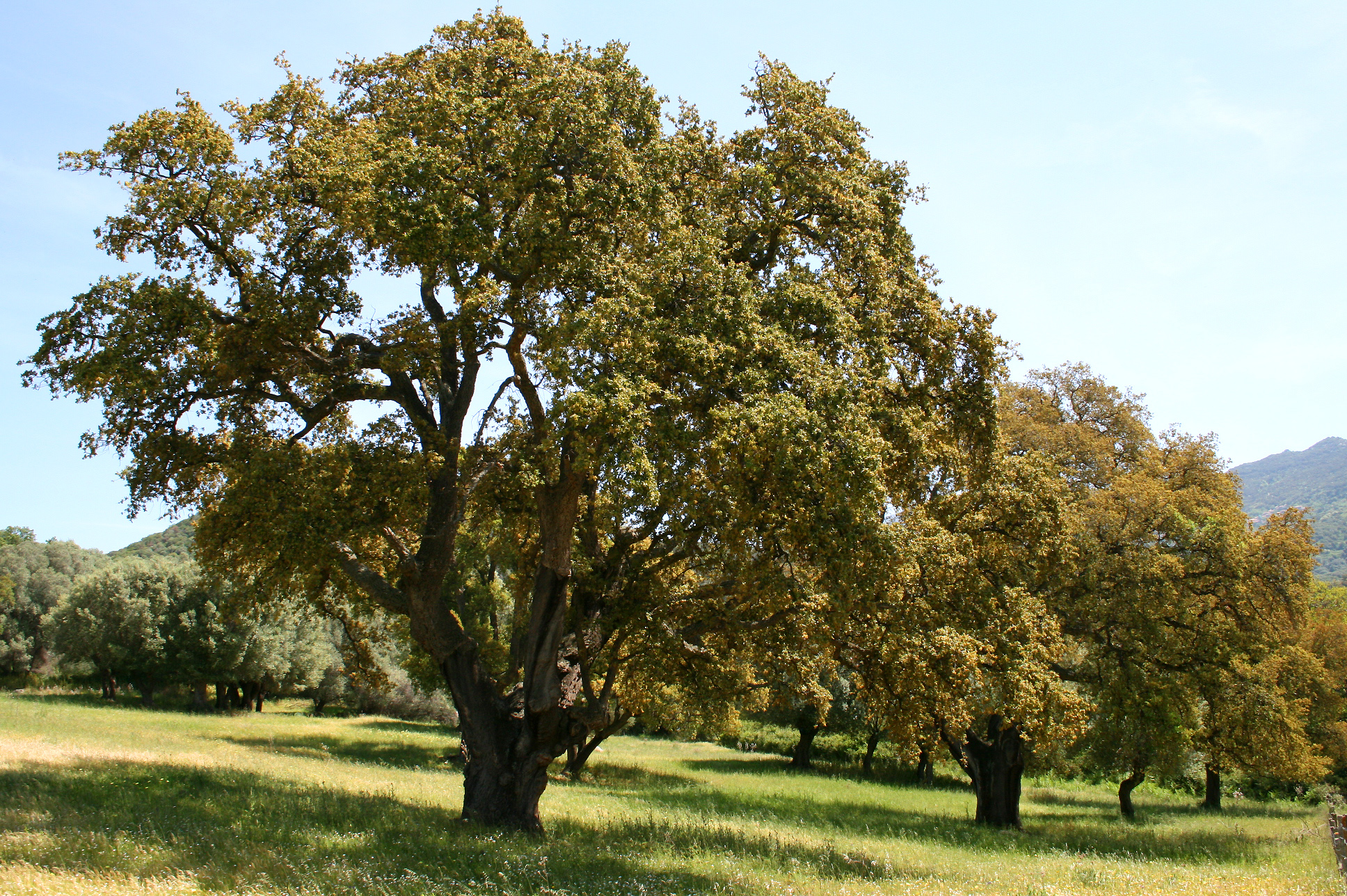
Korkové duby, Filitosa (Corse-du-Sud)

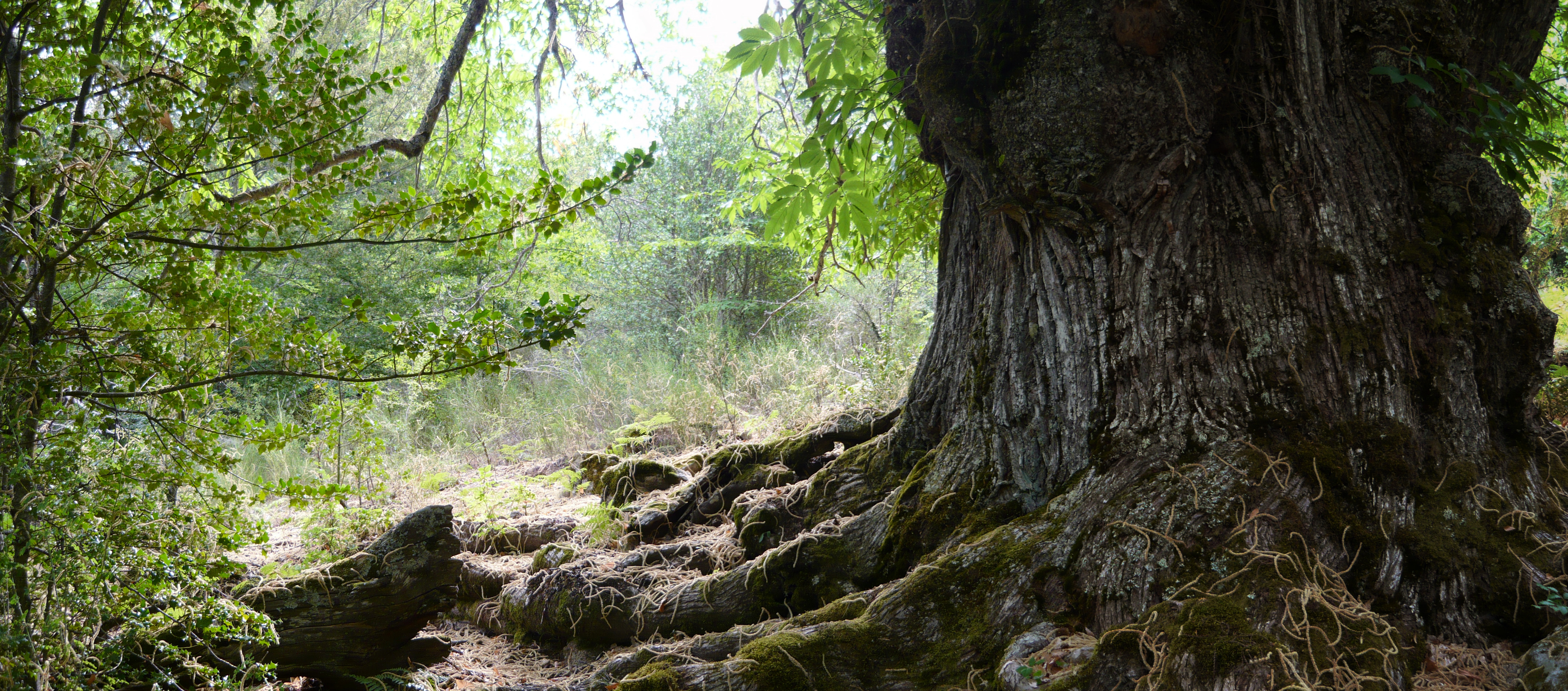
Mohutný jedlý kaštan u Zicavo

Hlavními produkčními lesními dřevinami na Korsice jsou borovice černá spp. laricio (31 %), dub cesmínovitý (21 %), borovice přímořská (29 %), buk (15 %), korkový dub (4 %) a jedle bělokorá (1 %).
Korsická borovice černá (Pinus nigra ssp. laricio), dosahuje výšky až 50 metrů a stáří téměř tisíc let. Strom je na Korsice rozšířen ve vyšších horských oblastech ve výšce přibližně 800 až 1800 metrů. Korsická borovice černá je velmi nenáročná. Na neúrodných kamenitých půdách vyšších poloh roste přirozeně velmi pomalu a bez problémů přežívá dlouhá období mrazů.
Kaštanovník setý, známý také jako jedlý kaštan, pokrývá jen v oblasti Castagniccia plochu asi 15 000 hektarů, přičemž na celém ostrově je celkem 40 000 ha kaštanových plantáží. Výsadbu kaštanových hájů v blízkosti osad na celém ostrově ve velké míře podporovali Janované, aby zmírnili v té době časté hladomory. Za tímto účelem byly vykáceny četné čerstvé duby cesmíny a duby pýřité a přeměněny na dodnes charakteristickou středomořskou kaštanovou krajinu. Vedle chovu dobytka (ovce, kozy) byly kaštany pro Korsičany hlavním zdrojem potravy – odtud název „chlebovník“.
Korkový dub je rozšířen na jihu ostrova v okolí Porto-Vecchio a obce Figari. Menší naleziště se nacházejí také na severu, například u Saint Florent. Strom lze loupat každých 10 až 20 let a získat tak přírodní korek.
Blahovičník, který rychle roste a odpařuje velké množství vody, se často vysazuje v bažinatých oblastech odvodněných kvůli boji s malárií. Blahovičník dorůstá výšky až 40 m a má stříbřitě šedou kůru, jejíž odumřelé části obvykle visí z kmene dolů ve svislých úlomcích a pásech. Listy jsou dlouhé a srpovité a stejně jako plody stromu vyzařují kořeněnou vůni. Plantáž stromů, z nichž některé dosahují majestátní velikosti, se nachází v zálivu Porto na západním pobřeží; v tamním háji se mimo jiné nachází místní kemp.
Pokud to půdní podmínky dovolí, daří se až do nadmořské výšky kolem 400 metrů i dalším rostlinám, které se vyskytují v celém Středomoří, jako jsou cypřiše, olivovníky, oleandry, platany, citlivky a datlové palmy. Mezi důležité zemědělské plodiny v této nadmořské výšce patří citrusy (citrony, pomeranče, klementinky, limetky), fíky, mandloně, broskvoně a vinná réva.

### Fauna
Na Korsice žije velké množství ptáků. Známým příkladem je orlosup bradatý (Gypaetus barbatus), který spolu s ikonickým supem bělohlavým slouží jako "uklízeč" životního prostředí, protože odstraňuje zbytky uhynulých zvířat, a tím omezuje šíření infekčních mikrobů a nemocí. Mezi další ptačí druhy, které lze pozorovat, patří sova pálená, skalník modrý, jeřáb popelavý, brhlík korsický, orel skalní, plameňák růžový, orel mořský, sokol stěhovavý, luňák červený, rybák malý a bukač velký. V některých případech je Korsika izolovanou částí rozšíření druhu, v jiných případech je nejvzdálenějším bodem areálu druhu. Například poddruh vrány šedé (Corvus cornix cornix) se vyskytuje na Korsice, ale nikde jižněji.
Na Korsice žije velké množství plazů a obojživelníků, jedním z chráněných druhů je citlivá želva zelenavá, která se vyskytuje v regionálním přírodním parku A Cupulatta u Vero a Moltifao. Častí jsou také korsičtí mloci Euproctus montanus a Salamandra corsica, plaz gekon evropský (Euleptes europaea), gekon turecký a žlutá a zelená užovka obojková. Želvu bahenní lze spatřit zejména ve vodách ústí řeky Fango, na jihu Arrondissementu Calvi, v laguně Biguglia a Pietracorbara.
Pobřežní vody jsou bohaté na ryby, vyskytuje se zde přibližně 300 druhů mořských a slaných ryb. V tekoucích vodách se vyskytují pstruzi a úhoři, z nichž někteří jsou zarybňováni. To způsobuje problémy zejména původnímu středomořskému pstruhu potočnímu, který se častěji vyskytuje jen v několika málo vodních tocích na ostrově. Další specialitou korsických sladkých vod jsou sladkovodní krevety, které se často vyskytují v dolních tocích menších řek.
Volně žijící savci nejsou vzhledem k poloze ostrova, hornatému reliéfu a intenzivnímu lovu příliš rozmanití. Dominantním savcem Korsiky je dnes prase divoké. Muflon se stal vzácný, protože byl v celé Evropě vyhuben intenzivním lovem a přežívá pouze na Korsice a Sardinii. Na Korsice přežily pouze dvě populace, a to v masivu Monte Cinto severně od Calacuccia a v oblasti kolem Col de Bavella mezi Zonzou a Solenzarem. Poblíž Venaca v masivu Monte Rotondo byli mufloni reintrodukováni, aby postupně znovu osídlili celý hlavní hřeben korsických velehor.
Korsický trpasličí jelen byl na Korsice vyhuben a jako poddruh mohl přežít pouze na Sardinii. Mezitím byla sardinská zvířata reintrodukována na sousední ostrov na severu. V makchii a garrigue žije mimořádně vzácný korsický zajíc, lasice kolčava, liška obecná a korsická kočka divoká, jejíž druh nebyl dosud identifikován. U mysu Corse a v Bonifáckém průlivu se při přesunech z jedné prolákliny Středozemního moře do druhé vyskytují zejména vorvani a různí delfíni.
V 50. letech 20. století byli volení zástupci z centra ostrova a lovecké a rybářské spolky znepokojeni úbytkem loveckých a rybářských zdrojů. Proto bylo v roce 1963 založeno Sdružení na ochranu korsické přírody. Od roku 1968 se Generální rada snažila organizovat a rozšiřovat chráněná území. Mise byla svěřena biologům, mezi nimiž byl i François Bourlière, předseda Mezinárodního svazu ochrany přírody. Výsledná zpráva potvrdila, že Korsika má pestrou flóru i faunu a doporučila vytvoření regionálního přírodního parku, který by zahrnoval především horské oblasti, a vytvoření „chráněných rozvojových zón“, které by regulovaly územní plánování a hospodářskou činnost. V roce 1970 zpráva Meziresortní delegace územního plánování a regionální atraktivity zdůraznila „ohromující krásu ostrova “.

### Regionální přírodní park

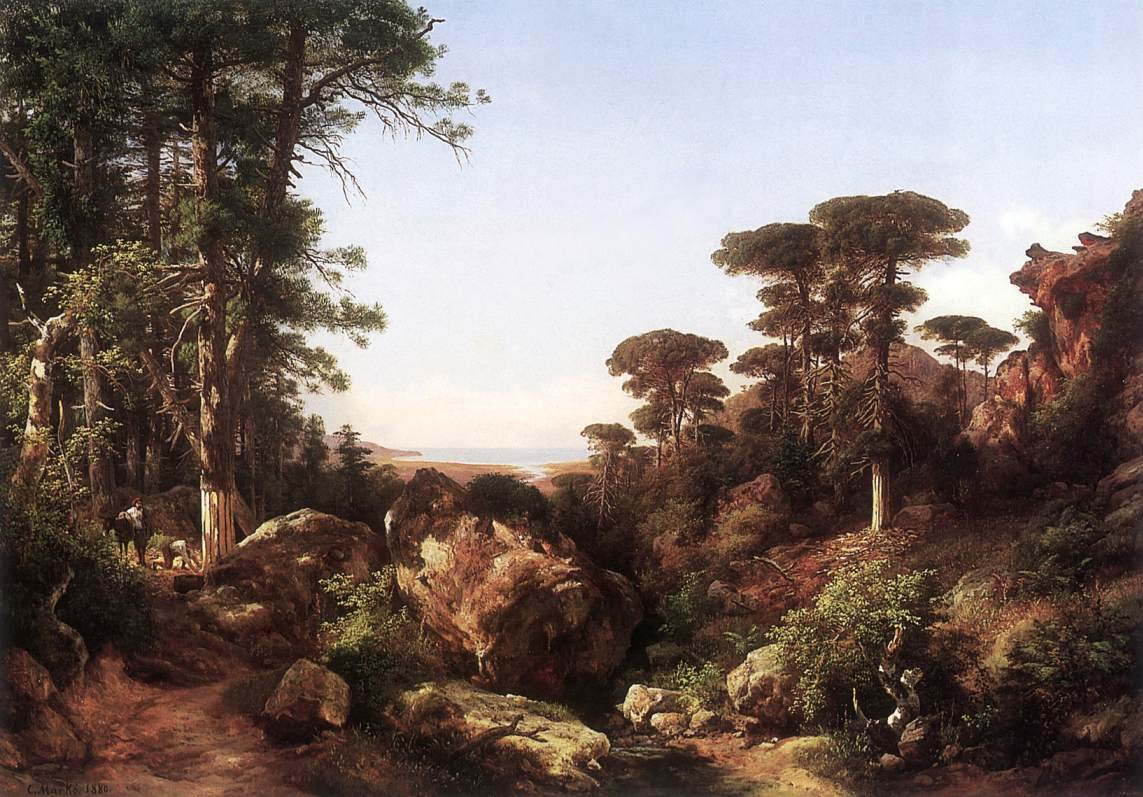
Lesní scenérie v Ailo na Korsice. Obraz Károlyho Markó mladšího ze 70. let 19. století.

V roce 1972 byl vytvořen Regionální přírodní park Korsika (Parc Naturel Régional de Corse), který chrání vzácné druhy zvířat a rostlin. Cílem při založení parku byla ochrana přírody a památek a podpora hospodářského a sociálního rozvoje prostřednictvím cestovního ruchu a „obnovy venkovského života “. Po rozšíření se rozkládá na ploše 4 402 km2 na území 178 obcí, což představuje 8 % obyvatelstva ostrova a 51 % jeho území. Zahrnuje i záliv Golfe de Porto, i přírodní rezervaci Scandola (zapsanou na seznamu světového dědictví UNESCO) a nejvyšší hory ostrova. V parku žijí dva ohrožené poddruhy kopytníků, muflon evropský (Ovis aries musimon) a jelen korsický (Cervus elaphus corsicanus). Korsický jelen byl znovu vysazen poté, co byl vyhuben v důsledku nadměrného lovu. Tento korsický poddruh je stejný jako ten, který přežil na Sardinii.  

### Ochrana životního prostředí
Povědomí o životním prostředí se na Korsice objevilo velmi brzy, na konci 50. let 20. století. V 60. letech francouzská vláda Michela Debrého rozhodla bez konzultace s volenými zástupci o vytvoření jaderného experimentálního centra v nepoužívaných dolech Argentella jižně od Calvi. Mobilizace proti vládnímu záměru vedla k tomu, že místo bylo přeneseno do Polynésie. V roce 1963 byli korsičtí volení zástupci mobilizováni projektem elektrického vedení spojujícího Sardinii s Toskánskem. To vedlo k prvním protestům proti plastifikaci na konci šedesátých let.
V roce 1973 zasáhla ostrov velká ekologická událost. Jednalo se o aféru s červeným kalem, do níž byla zapojen italský chemický podnik Montedison, který u pobřeží cap Corse vylila oxid titaničitý, což způsobilo velké znečištění moře červeným kalem. V Ajacciu a Bastii byly uspořádány demonstrace. Vláda sama ani společně s Itálií nezasáhla, aby únik zastavila32. Následujícího roku byli manažeři společnosti odsouzeni u soudu v Livornu a jedna z lodí společnosti byla zničena.
Korsický nacionalismus si jako jeden z hlavních cílů zvolil ochranu životního prostředí. V 80. letech 20. století vyvolala silný odpor výstavba tepelné elektrárny Vazzio. Od tohoto období byly na seznam zařazeny četné přírodní lokality: přírodní rezervace Scandola, poušť Agriates a Bonifacký průliv. V 90. letech 20. století se hnutí snažilo bránit průjezdu ropných tankerů přes Bonifacký průliv. V roce 1991 byly na korsické shromáždění delegovány pravomoci v oblasti ochrany životního prostředí27. V posledních zhruba dvaceti letech vedlo znečištění Středozemního a Tyrhénského moře ke vzniku „ostrovů“ v důsledku hromadění plastového odpadu. V roce 2016 byl místní samosprávě přidělen víceletý energetický program oddělený od programu přijatého na národní úrovni, čímž získala další nástroj pro ekologický a energetický přechod.

## Politika a správa

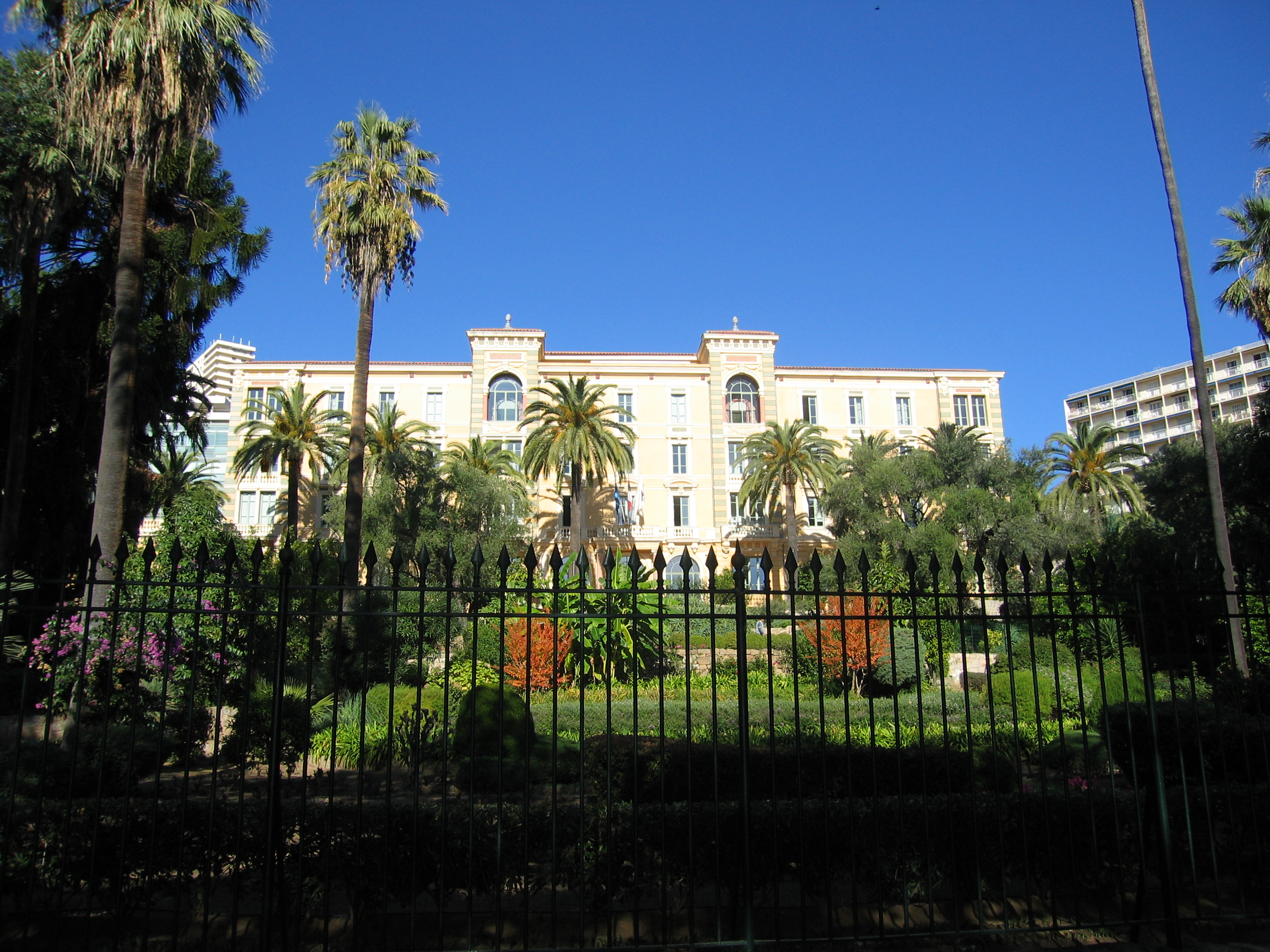
Sídlo samosprávy v Ajaccio, bývalý Grand hotel

Z politického hlediska je Korsika začleněna do francouzského státu jako samostatný region "Collectivité territoriale" zvaný Collectivité territoriale de Corse (CTC), který se skládá ze dvou departementů: Corse-du-Sud s hlavním městem Ajaccio a Haute-Corse s hlavním městem Bastia. Tyto departementy se dělí do celkem pěti arrondissementů, ty tvoří celkem 52 místních kantonů, do nichž patří všech 360 obcí ostrova, z nichž mnohé mají méně než 100 obyvatel. Hlavním městem regionu je Ajaccio, kde sídlí výkonná rada (místní vláda) a korsické shromáždění.

### Správní členění
Před rokem 1975 byla Korsika departementem francouzského regionu Provence-Alpes-Côte d'Azur. V roce 1975 byly rozdělením dosud jednotného departementu Korsika vytvořeny dva nové departementy, Haute-Corse a Corse-du-Sud.
V březnu 1982 byl přijat zákon, který Korsice přiznal status územního celku (collectivité territoriale) a zrušil Korsickou regionální radu. Na rozdíl od regionálních rad má korsické shromáždění výkonnou moc nad ostrovem.
V roce 1992 byly v územním celku Korsika vytvořeny tři instituce:
- Výkonná rada Korsiky, která vykonává výkonné funkce, jaké v jiných francouzských regionech vykonávají předsedové regionálních rad. Zajišťuje stabilitu a soudržnost potřebnou pro řízení záležitostí území.
- Korsické shromáždění, jednokomorový zákonodárný orgán s většími pravomocemi než regionální rady na pevnině.
- Hospodářská, sociální a kulturní rada Korsiky, poradní orgán.

Místní referendum konané v roce 2003, jehož cílem bylo zrušení dvou departementů a vytvoření územního celku s rozšířenými pravomocemi, bylo těsně zamítnuto. Otázka korsické autonomie a větších pravomocí korsického shromáždění však nadále ovlivňuje korsickou politiku.
Současné správní uspořádání ostrova vzniklo na základě řady postupných reforem, z nichž poslední, jejímž cílem bylo sjednotit oba departementy a dát územnímu celku větší pravomoci, byla po schvalovacím referendu konaném v roce 2003 těsně zamítnuta. Proti reformě se postavili jak zaujatější zastánci silného centralismu francouzského státu, kteří se obávali, že by udělení příliš širokých autonomií mohlo být nebezpečným precedentem, tak korsičtí separatisti, kteří v reformě viděli záminku pro to, aby centrální stát mohl jednou provždy uzavřít korsickou kapitolu tím, že jí udělí správní uspořádání, které v každém případě stanoví autonomie a pravomoci, jež jsou obecně méně rozsáhlé než ty, které mají například italské a španělské regiony se zvláštním statutem nebo německé spolkové země.

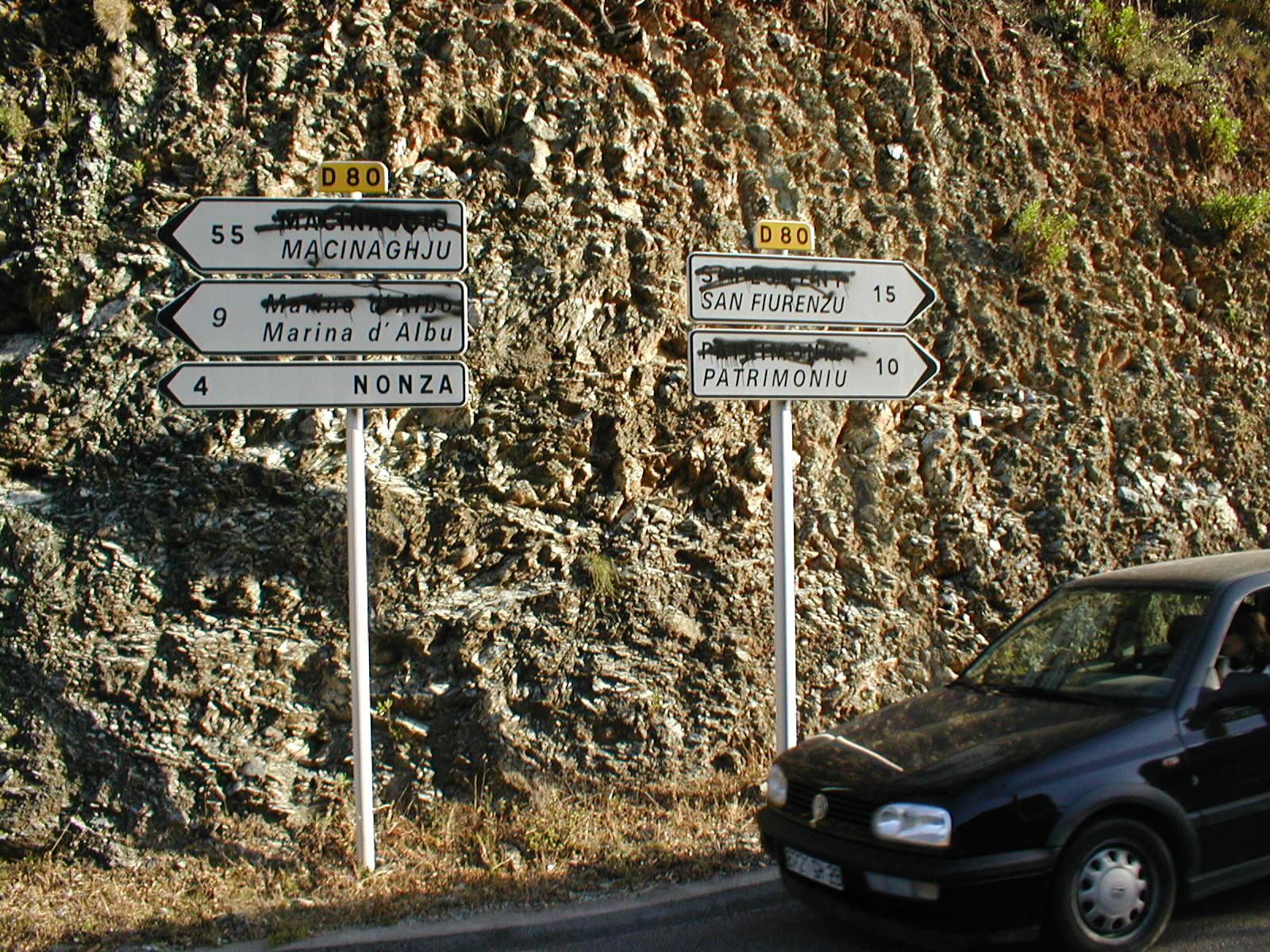
Korsičtí nacionalisté používají prostředky jako je odstraňování francouzských (i italských) názvů na dopravních značkách.

Různá regionalistická politická hnutí (nacionalisté) tuto situaci zpochybňují a požadují mimo jiné mnohem rozsáhlejší daňové úlevy a výhody, než má ostrov v současné době, větší autonomii místních samospráv, oficiální uznání korsičtiny a v případě radikálnějších politických skupin i úplnou nezávislost na Francii. Četné průzkumy veřejného mínění v tomto ohledu opakovaně ukázaly, že zatímco většina korsického obyvatelstva je v zásadě pro režim autonomie v rámci Francie (vzorem je pro ně zvláštní statut sousední Sardinie), pouze menšina (v současnosti 10-15 %) se hlásí k nezávislosti.
Centrální stát nechce ani diskutovat o přímé nezávislosti (mimo jiné se obává, že korsická otázka by mohla být nebezpečným precedentem a příkladem pro další jeho regiony – především zámořské departementy, ale také baskické provincie – a vést k částečnému rozdělení samotné Francie) a vzhledem ke své ústavě, která předpokládá silně centralizovaný stát, nemá ani velký manévrovací prostor pro udělení skutečně rozsáhlé místní a regionální autonomie.
Na druhé straně má Korsika od své anexe v roce 1769 pro Francii klíčové strategické a vojenské postavení, stejně jako Sardinie pro Itálii (přítomnost důležitých letek stíhacích bombardérů na letecké základně Solenzara): také v koordinaci s Itálií a NATO jsou velké části korsického a sardinského území spolu s přilehlými moři zatíženy poměrně rozsáhlými vojenskými prostory a mezinárodními střelnicemi.

### Departamenty, arrondissementy
Na Korsice již nejsou departementy místními orgány, ale pouze územními jednotkami. Ostrov je rozdělen na dva departementy: Corse-du-Sud s hlavním městem Ajaccio a Haute-Corse s hlavním městem Bastia.
Korsické departementy se následně dělí na pět arrondissementů: 
- Arrondissement Ajaccio (Corse-du-Sud)
- Arrondissement Bastia (Haute-Corse)
- Arrondissement Calvi (Haute-Corse)
- Arrondissement Corte (Haute-Corse)
- Arrondissement Sartène (Corse-du-Sud)

### Politické strany, volby
Od poloviny 19. století až do začátku 21. století Korsiku politicky ovládalo jen několik rodin. Korsiku dlouhou dobu charakterizoval klientelismus, což částečně vysvětluje dlouhověkost některých poslanců. Nicméně jeho kořeny sahají hlouběji než jen k prosté výměně přízně výměnou za podporu ve volbách a sahají až do středověku ke klanovým strukturám.
Až do konce druhé světové války byla dominantní stranou Radikální strana, v jejímž čele stál poslanec z Calvi Adolphe Landry, který byl několikrát i ministrem, stejně jako François Pietri, který patřil k Demokratické alianci. V konkurenci s gaullistickým hnutím a Francouzskou komunistickou stranou si Radikální strana dokázala udržet hegemonii na severu ostrova, ačkoli starosta Bastie Jacques Faggianelli se přidal ke gaullistům. Na jihu se hlavní politickou silou stali gaullisté, zejména díky získání starostenských postů v Ajacciu a Porto-Vecchiu.

Rozložení křesel v místním parlamentu od roku 2021

Od územních voleb v roce 2010 získaly autonomistické a nacionalistické strany náskok před tradičními stranami. V komunálních volbách v roce 2014 zvítězil Gilles Simeoni jako starosta Bastie a v roce 2020 ho následoval Jean-Christophe Angelini, který získal post starosty Porto-Vecchio. V územních volbách v roce 2021 si autonomistické a nacionalistické síly udržely většinu, kterou mají od roku 2015.

### Mafie, kriminalita
Korsika již dlouho trpí organizovaným zločinem mafiánského typu. Korsická mafie je napojena jak na francouzské podsvětí, tak na italské skupiny organizovaného zločinu, ale i na země severní Afriky a Latinské Ameriky. Zrodila se na Korsice na začátku 20. století, rozšířila hlavně v Marseille, v 60. letech řídila celosvětově známou Francouzskou spojku, síť výroby a pašování heroinu. Působila v dalších nelegálních aktivitách (přepadení, vymáhání výpalného, kasina, nelegální hrací automaty, obchod s dalšími drogami a prostituce). Od 80. let se částečně přeorientovala na svůj rodný ostrov a od té doby její vliv nadále rostl. V té době se zrodil gang Brise de Mer, který se později stal jednou z největších zločineckých skupin na Korsice a ve Francii. 
Od konce prvního desetiletí 21. století trápily korsickou mafii násilné vnitřní konflikty, které měly (do roku 2013) na Korsice za následek přibližně 102 vražd. Dnes se korsická mafie skládá z mnoha rodin, spojenců i rivalů, podle zprávy z roku 2022 ji tvoří 25 zločineckých skupin. Známými skupinami korsické mafie jsou gang Venzolasca (přezdívka podle vesnice Venzolasca na severu Korsiky, odkud pocházejí klíčoví členové gangu), považovaný za nástupce Brise de Mer. Aktivní je také Petit Bar Gang z Ajaccia. Policejní vyšetřování bylo ztíženo politickým vlivem. Teprve když se vyšetřování ujala nová speciální jednotka v Marseille, byla skupina v roce 2020 rozbita.
Korsika má podobnou tradici banditismu a kriminality jako na jihu Itálie s množstvím zločineckých skupin, které se skládajícího z několika až několika desítek členů. Důležité jsou jejich vazby na politické a ekonomické kruhy, stejně jako jejich vliv na území prostřední vymáháním výpalného. Na rozdíl od italských mafiánských klanů, jejichž struktura přetrvává po generace, různé skupiny se smrtí svých zakladatelů zanikají. Jejich dědicové se rozptylují do dílčích skupin, uzavírají spojenectví se starými konkurenčními skupinami nebo čelí vzniku nových gangů.
Násilí je na ostrově časté, Korsika je regionem Evropy, a tedy i Francie, s nejvyšším počtem vražd za rok na obyvatele. Např. v roce 2010 bylo ve Francii spácháno 682 úmyslných vražd, z toho 28 na Korsice. Míra vražd je tedy na ostrově jedna na 10 800 obyvatel, zatímco na pevnině jedna na 95 000 obyvatel.
S 371 zavražděnými za téměř třicet let k dubnu 2014 byla míra vražd na obyvatele na Korsice vyšší než na Sicílii (přestože je rodištěm mafie) a nejvyšší v Evropě. Je to také region ve Francii, kde bylo zavražděno nejvíce veřejných činitelů (starostů, prefektů atd.), celkem 11.

## Ekonomika a infrastruktura

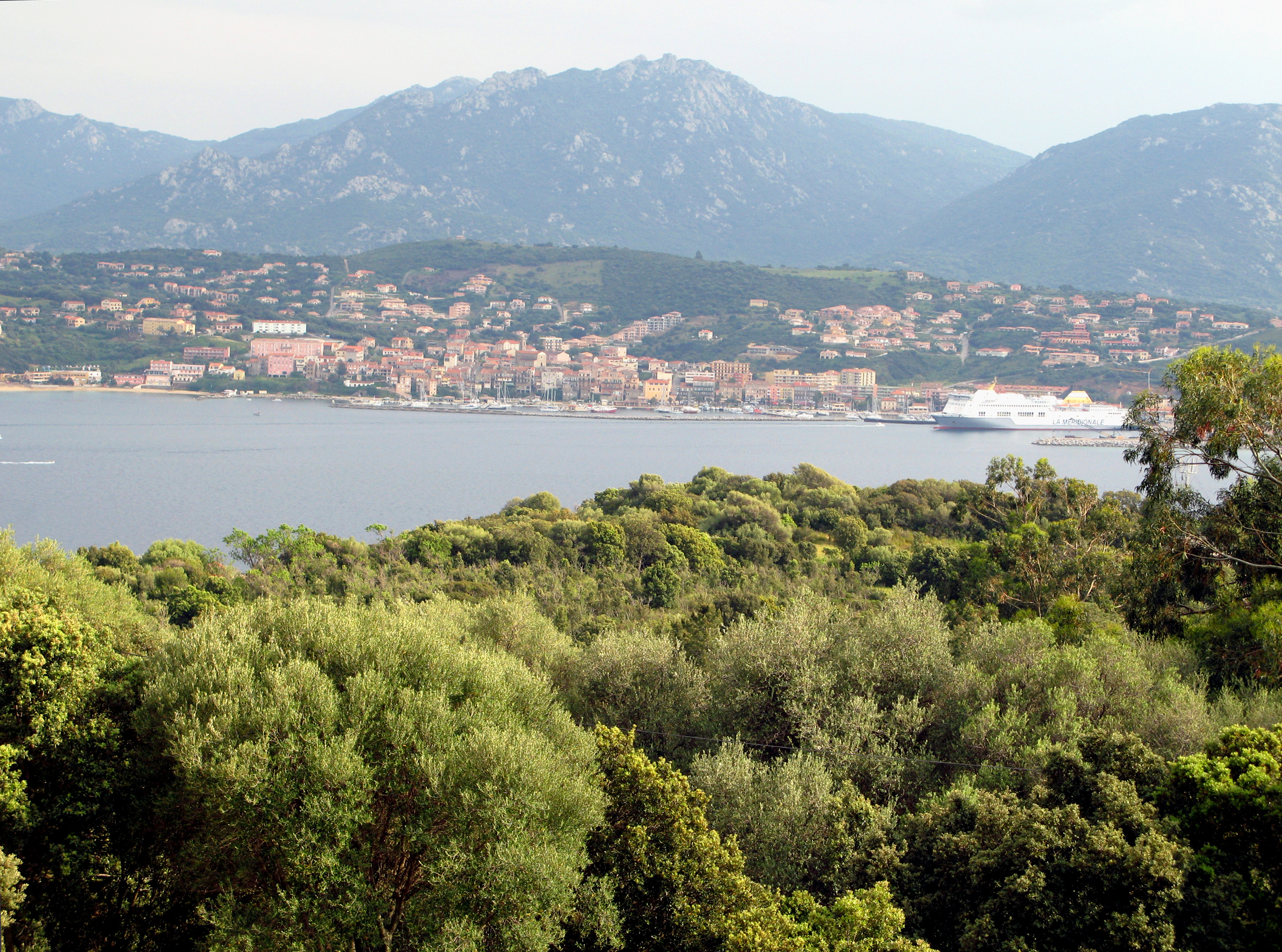
Korsické pobřeží je hlavní hnací silou cestovního ruchu (a celé ekonomiky) – pobřeží u města Propriano

Hrubý domácí produkt (HDP) Korsiky činil za rok 2022 10,3 mld euro. Ve srovnání s hrubým domácím produktem Evropské unie vyjádřeným ve standardu kupní síly dosáhla Korsika v roce 2022 indexu 79 (za rok 2011 to bylo 87), když EU má index 100. V roce 2023 činila míra nezaměstnanosti 6,9 % (celá Francie 7,3  %). Korsika je z ekonomického hlediska jedním z nejchudších a nejvíce znevýhodněných francouzských regionů, a to i přes výrazný rozvoj cestovního ruchu v poválečném období.
Celkem 80 % ekonomicky aktivního obyvatelstva je zaměstnáno v sektoru služeb, na Korsice není žádný významný průmysl. Zpracovatelský průmysl se v podstatě omezuje na zemědělské produkty a stavebnictví. Většina výrobků vyráběných na ostrově, jako například tradiční místní kapesní nože, se prodává na místě turistům. Hlavními vývozními artikly Korsiky jsou žula a mramor, třísloviny, korek, sýry, víno, citrusové plody, olivový olej a cigarety.
Korsická mafie má značný vliv na místní ekonomiku a od 80. let 20. století začala být na svém domovském ostrově stále aktivnější. Působí zejména v oblasti stavebnictví a nakládání s odpady a vydělává také na pohostinství (viz sekce Mafie vyše).

### Zemědělství
Navzdory nedostatku rovin bylo na Korsice vždy převažující činností zemědělství. Tvoří pouze 1,5 % hrubého domácího produktu regionu a 3,5 % pracovních míst, pokud vezmeme v úvahu celý zemědělsko-potravinářský sektor. Deset procent zemědělských podniků vytváří 40 % celkových příjmů ze zemědělské činnosti. Užitná zemědělská plocha činí pouze 37 %, což vysvětluje nízký podíl zemědělství na regionálním HDP. Korsické zemědělství je založeno na dvou pilířích: vinařství a ovocnářství – zejména produkci citrusových plodů – zatímco živočišná výroba klesá. Chráněné označení původu (Appellations d'origine contrôlée) umožnila některým z těchto produktů, jako jsou sýry Brocciu a vína Patrimonio, získat uznání i za hranicemi ostrova.
Důvodů poklesu zemědělské produkce je několik, mimo jiné demografický vývoj, problémy s modernizací a specifická struktura půdy na ostrově. Od roku 2010 však počet zemědělských podniků opět roste, přičemž Korsika je jediným regionem, který se v této situaci nachází. Podle posledního zemědělského sčítání se na ostrově nachází 2 943 zemědělských podniků. Dvě třetiny z nich se nacházejí v departementu Haute-Corse. V reakci na tyto výzvy zavedl ostrov politiky na podporu krátkých dodavatelských řetězců potravin, ekologického zemědělství a zachování tradičního know-how.
Rybolov zůstává významnou hospodářskou činností, i když v porovnání s ostatními odvětvími okrajovou. Okolní vody jsou bohaté na zdroje a nabízejí kvalitní produkty, ale jeho rozvoj brzdí nadměrný rybolov a přísné předpisy EU. 

### Energetika
Od roku 2016 má Korsika vlastní víceletý energetický program, který je nezávislý na programu přijatém na národní úrovni. Tento region je jedním z nejpokročilejších, pokud jde o obnovitelné zdroje energie. Zůstává vysoce závislá na spotřebě energie, která se z 87 % dováží (včetně pohonných hmot).
Ostrov má dvě tepelné elektrárny, jednu v průmyslové zóně Vazzio u Ajaccia – v provozu od roku 1983 – a druhou u Lucciany. Celková kapacita obou elektráren je 191 MW. Nová elektrárna má nahradit elektrárnu v Vazzio, která je považována za zastaralou. Obě elektrárny již nesplňují evropské ekologické normy, jelikož jsou poháněny topným olejem, což má významný dopad na uhlíkovou stopu Korsiky, která činí přibližně 481 gramů CO₂/kWh. Kromě tepelných elektráren je ostrov vybaven sedmi vodními elektrárnami, které jsou napájeny ze čtyř přehrad. S globálním oteplováním se výroba elektřiny z těchto elektráren neustále snižuje. Ostrov má také čtyři plynové turbíny. Na ostrově se nacházejí dva parky větrných elektráren, jedna na mysu Corse na území obcí Ersa a Rogliano a druhá poblíž Calenzany.

### Řemeslo
Řemesla jsou ústřední součástí kulturního dědictví Korsiky. Řemeslníci na ostrově udržují techniky předávané z generace na generaci. Výroba korsických nožů, curnicciolu, je živou tradicí, přičemž každý kus je jedinečný a ručně vyrobený. Hrnčířství, košíkářství a kožedělná výroba jsou dalšími příklady řemeslné výroby, která stále obohacuje místní kulturu. Řemeslníci jsou často strážci starých technik, které se snaží zachovat a zároveň inovovat tak, aby vyhovovaly současným požadavkům. 

### Průmysl
Industrializace na ostrově byla vždy slabá. Průmyslový sektor na Korsice je poměrně skromný a zaměřuje se především na potravinářský průmysl, stavební materiály a řemesla. Hnací silou tohoto odvětví jsou potravinářské podniky, zejména ty, které se zabývají zpracováním místních produktů (sýry, uzeniny, džemy atd.). Hlavní průmyslové areály se nacházejí v Bastii a jejím okolí. Největší podnik na ostrově se však nachází poblíž Ajaccia. Průmysl se na zaměstnanosti v regionu podílí pouze 7 %, což je podobná situace jako v 60. letech minulého století. Počet podaných patentů se pohybuje kolem 4 na 100 000 obyvatel, zatímco ve zbytku metropolitní Francie připadá 144 patentů na 100 000 obyvatel. Kromě toho malá velikost podniků a nedostatek moderní infrastruktury omezují schopnost ostrova rozvíjet konkurenceschopnější průmyslové odvětví. 

### Cestovní ruch

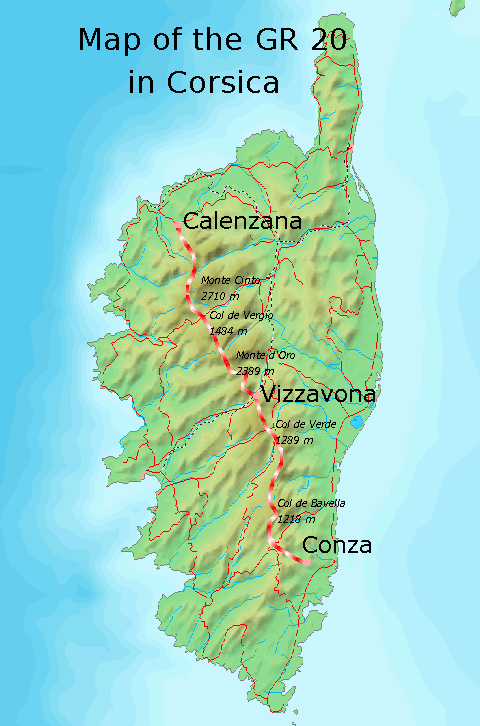
Mapa trasy GR 20

Cestovní ruch tvoří 31 % hrubého domácího produktu ostrova. Ostrov dlouho neměl pověst turistické destinace285 . Bylo to až v polovině 19. století, zejména díky archeologovi Prosperu Mériméeovi, který Korsiku označil za „domov člověka“. Po dlouhou dobu se cestovní ruch soustředil na několik málo míst: Ajaccio, které se stalo hlavním přímořským letoviskem ostrova, Porto a Piana v Portském zálivu a Vizzavona, kam jezdili angličtí turisté na pěší túry a kde se nachází „Cascade des Anglais“ (Anglické vodopády), dnes na dálkové pěší trase GR 20. První angličtí turisté přijeli na Korsiku v roce 1860.
Od roku 1949 byl cestovní ruch považován za způsob, jak podpořit a oživit ekonomiku ostrova. V roce 1957 otevřel Club Méditerranée středisko v Porto-Vecchio. Dnes je region nejvíce specializovaný na toto odvětví, které představuje 11 % regionální zaměstnanosti. Na ostrově se ročně uskuteční v průměru 9,5 milionu přenocování, z toho 60 % v létě. Výdaje turistů se v roce 2011 odhadovaly na 2,5 miliardy eur. Z toho na dopravu připadá 24 %. Přístav Bastia přivítá ročně 2 mil. cestujících na lodích, Ajaccio 850 tisíc (za rok 2023). Třemi hlavními turistickými centry jsou záliv Ajaccio, záliv Porto-Vecchio a Balagne.
Ekoturistika se na ostrově silně rozvinula v 70. letech 20. století, kdy byla vytvořena vysokohorská dálková pěší trasa GR 20 a vytvořen korsický regionální přírodní park. Hlavními navštěvovanými přírodními lokalitami jsou bizarní Aiguilles de Bavella, ostrovy Sanguinaires, Calanches de Piana – a tím i záliv Porto – a záliv Sagone. Velmi oblíbený je také mys Corse. Více než 90 % hotelů, kempů a prázdninových vesnic se nachází v pobřežních oblastech. Balagne je v současnosti oblastí nejvíce závislou na cestovním ruchu, který v letním období zajišťuje 40 % místních pracovních míst. Od roku 1976 se mnoho turistických infrastruktur stalo terčem bombových útoků nebo útoků.
Korsika má tři lyžařská střediska: Asco-Stagnu, Val d'Ese a Ghisoni-Capanelle. Na konci 80. let 20. století existovaly plány na vybudování čtvrtého střediska, které však nikdy nebylo vybudováno.

### Doprava

Hlavní regionální silnice (routes territoriales)

Korsika je velmi izolovaný a roztříštěný region, což má doposud významný vliv na kvalitu spojení. Celková délka silniční sítě ostrova je necelých 8 500 km. Silnice se značně liší šířkou a kvalitou. Mezi většími městy jsou dobře rozvinuté hlavní silnice, které jsou označeny jako routes territoriales (regionální silnice). Naopak ve skalnatých oblastech západního pobřeží a v horách se nacházejí úzké silnice ve špatném stavu, které lze používat pouze jako jednosměrné. Na rovinatém východním pobřeží je dopravní situace o něco lepší. V současné době je 62 % obcí vzdáleno od Ajaccia nebo Bastie více než hodinu jízdy autem. Doba jízdy mezi Ajacciem a Bastií je 2 hodiny 30 minut.
Většina silnic byla budována od 19. století. Dlouhou dobu byly jednotlivé kraje a kantony izolovány od ostatních, protože doprava byla velmi obtížná. Dopravní podmínky mohou být velmi obtížné, zejména v zimě. Některé průsmyky, zejména průsmyk Vizzavova u Bocognana, průsmyk Sorba u Ghisoni a průsmyk Bavella u Zonzy, mohou být uzavřeny, což blokuje hlavní dopravní trasy. Míra automobilizace, tedy počet osobních automobilů na 1000 obyvatel, je 775 (za rok 2022).

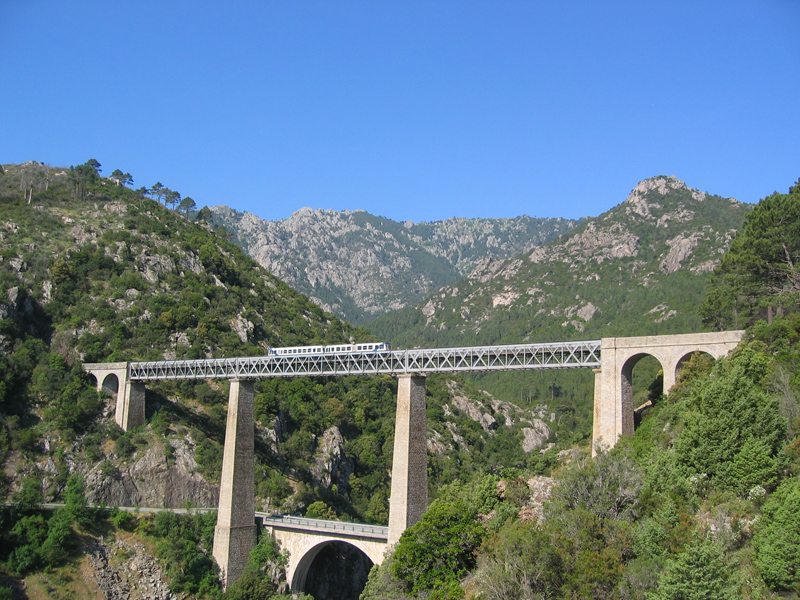
Viadukt Vecchio korsických železnic s motorovým vozem

Současnou korsickou železniční síť tvoří dvě tratě s metrovým rozchodem o celkové délce 232 km. Od roku 1984 ji vlastnila SNCF a v roce 2002 byla předána Collectivité de Corse. Hlavní trať vede z Ajaccia do Bastie přes Corte a průsmyk Vizzavona, zatímco druhá trať se odklání v Ponte-Leccia a vede do Calvi přes Ile Rousse. Přepravní výkon na železnici za rok 2023 dosáhl 45 milionů osobokilometrů (pro porovnání v České republice 38 000 mil. oskm, tedy skoro 850× více). V letním provozu v roce 2024 jezdily mezi Ajacciem a Bastií 4 spoje v každém směru, přičemž jízdní doba činila necelé 4 hodiny. Mezi Bastií a Calvi (přes Ponte-Leccia) 4 přímé spoje v každém směru za 3 hodiny a 3 další s přestupem v Ponte-Leccia. Třetí linka spojující Bastii (přes odbočku v Casamozze) s Porto-Vecchio byla zrušena v roce 1945 po druhé světové válce. Plánuje se znovuotevření úseku Casamozza–Folelli. Trať mezi Ajacciem a Sartène byla plánována, ale nikdy nebyla postavena. V 60. letech 20. století se uvažovalo o zrušení celé železnice na ostrově, ale vzhledem k protestům obyvatelstva vláda své rozhodnutí zrušila.
Až do roku 1830 se námořní plavba uskutečňovala výhradně plachetnicemi. Plavba mezi Marseille a L'Île-Rousse mohla trvat až osm dní. První parníky zakotvily v Ajacciu a Bastii v roce 1830. Korsika je dobře spojena s evropskou pevninou (Itálií a Francií) různými trajektovými linkami. Nejrušnějším námořním přístavem ostrova je Bastia, kterou v roce 2023 prošlo 2 miliony cestujících. Druhým nejrušnějším přístavem je Ajaccio (850 tisíc cestujích), následují L'Île-Rousse a Bonifacio. Menší trajektové přístavy mají také Propriano a Porto-Vecchio na jihu, kam jezdí sezónní trajekty z Francie (Marseille), zatímco do přístavu Bonifacio jezdí pouze menší automobilové trajekty ze sousedního ostrova Sardinie.  
Korsiku obsluhují tyto trajektové společnosti: Corsica Ferries/Sardinia Ferries (ze Savony, Livorna a Piombina v Itálii; z Toulonu a Nice ve Francii), Corsica Linea (z Marseille ve Francii), Méridionale (z Marseille, Toulonu a Livorna), Moby Lines (z Livorna a Janova v Itálii).

## Obyvatelstvo
Podle odhadu z ledna 2024 má Korsika 355 528 obyvatel. Od 3. století př. n. l. až do 18. století byla Korsika vystěhovaleckým územím. Na počátku 18. století zde žilo pouze 150 000 obyvatel ve srovnání s 250 000 obyvateli Sardinie (její plocha je 2,8× větší). Poté, co se Korsika v roce 1769 stala součástí Francie, počet obyvatel ostrova klesl na úroveň obyvatelstva venkovského regionu jižní Francie (le Midi), zatímco počet obyvatel Sardinie výrazně vzrostl. V roce 1801 žilo na ostrově přibližně 160 000 obyvatel. O sto let později měl 295 000 obyvatel a v předvečer první světové války více než 300 000 obyvatel. Korsiku následně postihl demografický pokles, který trval až do 50. let 20. století. Mnoho lidí v té době odešlo z ostrova za prací – mnoho Korsičanů se stalo úředníky koloniální správy v Indočíně nebo v alžírských departementech – nebo za studiem, zejména do Paříže, Marseille nebo Nice. Demografický růst se opět nastolil v 60. letech, kdy došlo k pozitivnímu přirozenému přírůstku, ke zvýšení imigrace a k návratům tzv. Černých noh ze severní Afriky. V současné době žije mimo ostrov přibližně 700 000 Korsičanů. 
Hustota zalidnění je pouhých 40 obyvatel/km2, což je mnohem méně než na jiných středomořských ostrovech, jako je Sicílie nebo Baleáry, ale blíží se sousední Sardinii. Od 70. let 20. století však nacionalisté poukazují na riziko "balearizace ostrova ". V Ajacciu a Bastii dnes žije více než 60 % obyvatel ostrova. Korsika se vyznačuje přítomností "prázdných míst", zejména ve vnitrozemí. Hustota zalidnění ve vnitrozemí je tak velmi nízká (10 obyvatel/km2).
V roce 2013 činila celková plodnost 1,55 dítěte na jednu ženu. Míra porodnosti ve výši 9,4 % zůstává pod průměrem kontinentální Francie. Podle prognóz francouzského národního institutu pro statistiku INSEE by Korsika v roce 2050 měla mít 385 000 obyvatel. Korsika je druhým regionem z hlediska čisté migrace po Nové Akvitánii.
Kromě toho se od počátku 21. století mění věková pyramida. Podíl staršího obyvatelstva se stále zvyšuje, a to jak v důsledku prodlužování střední délky života, tak i příchodu důchodců z kontinentální Francie.

### Obce/města
Většina z významnějších sídel se nachází na pobřeží, zejména Porto-Vecchio, Propriano, Calvi a L'Île-Rousse, zatímco jen několik je ve vnitrozemí, především Corte a Sartène. V Corte sídlí Korsická univerzita Pascala Paoliho, zatímco Calvi, L'Île-Rousse, Porto-Vecchio a Propriano jsou přímořská letoviska a přístavní města. Vzniká duopol měst Ajaccio/Bastia, jelikož na tato dvě města připadá 60 % obyvatel, 65 % pracovních míst a 66 % příjmů. Kamenitý charakter půdy, zejména v Nebbio, Alta-Rocca a v blízkosti pouště Agriates, částečně vysvětluje nízkou úroveň urbanizace ostrova v důsledku čehož žije 75 % obyvatel na pobřeží.
Níže následuje seznam deset největších obcí podle počtu obyvatel.
| Znak          | Obec          | Obyvatelé | Plocha v km² | Departement  |
| ------------- | ------------- | --------- | ------------ | ------------ |
| Ajaccio       | Ajaccio       | 73 800    | 82           | Corse-du-Sud |
| Bastia        | Bastia        | 48 800    | 19           | Haute-Corse  |
| Porto Vecchio | Porto Vecchio | 11 200    | 169          | Corse-du-Sud |
| Borgo         | Borgo         | 9 700     | 38           | Haute-Corse  |
| Biguglia      | Biguglia      | 7 700     | 22           | Haute-Corse  |
| Corte         | Corte         | 7 446     | 149          | Haute-Corse  |
| Lucciana      | Lucciana      | 6 100     | 29           | Haute-Corse  |
|               | Furiani       | 6 000     | 18           | Haute-Corse  |
| Calvi         | Calvi         | 5 700     | 31           | Haute-Corse  |
|               | Bastelicaccia | 4 300     | 18           | Corse-du-Sud |

### Jazyky

Mapa rozšíření nářečí korsičtiny, která zasahuje i na severní Sardinii

Francouzština je úředním a nejrozšířenějším jazykem na ostrově. Až do roku 1859 byla úředním jazykem italština, kdy byla nahrazena právě francouzštinou. Korsičtina (corsu), menšinový jazyk úzce příbuzný středověké toskánštině (toscano), má lepší vyhlídky na přežití než většina ostatních francouzských regionálních jazyků: Korsičtina je zde po francouzštině druhým nejrozšířenějším jazykem. Od anexe ostrova Francií v 18. století je však korsičtina pod silným tlakem francouzštiny a dnes se odhaduje, že pouze 10 % obyvatel Korsiky používá tento jazyk jako rodný a pouze 50 % jej ovládá na nějaké úrovni.
Rozdělení mateřského jazyka na Korsice:
- 86 %francouzština
- 10 % korsičtina
- 4 % arabština
- 0,05 % bonifácká ligurština (bunifazzinu)

Korsičtina se dělí na dvě hlavní nářečí: cismuntanu a ultramuntanu, kterými se mluví severovýchodně a jihozápadně od linie Girolata-Porto Vecchio. Toto rozdělení bylo způsobeno masivním přistěhovalectvím z Toskánska, ke kterému došlo na Korsice v období raného středověku: v důsledku toho se cismuntanu velmi přiblížilo toskánským dialektům a stalo se součástí italsko-dalmatské jazykové skupiny, zatímco ultramuntanu si zachovalo své původní rysy, díky kterým se mnohem více podobá jihorománským jazykům, jako je sardinština (sardu). Kvůli rozdílům mezi hlavními nářečními varietami proto mnozí lingvisté řadí korsičtinu k italsko-dalmatským jazykům, zatímco jiní ji považují za jihorománský jazyk.
Stále méně lidí mluví ligurským dialektem, známým jako bunifazzinu, na dlouholetém jazykovém ostrově Bonifacio, a v Ajacciu dialektem aghjaccinu. V Cargèse, vesnici založené řeckými přistěhovalci v 17. století, je tradičním jazykem řečtina.
Z cizích jazyků se podle oficiálního průzkumu regionální vlády nejvíce používá angličtina (39 %) a italština (34 %).

### Imigrace, menšiny
V 70. letech 20. století byla Korsika regionem, který procentuálně přijímal nejvíce cizinců, před Île-de-France (region Paříže). Podle sčítání lidu v roce 2019 se 55,7 % obyvatel Korsiky narodilo na ostrově, 29,9 % pocházelo z kontinentální Francie, 0,3 % ze zámořské Francie a 14,1 % se narodilo v cizině.
Většina zahraničních přistěhovalců na Korsice pochází z Maghrebu (zejména Maročané, kteří při sčítání v roce 2019 tvořili 29,0 % všech přistěhovalců na Korsice) a z jižní Evropy (zejména Portugalci a Italové, 23,9 %, resp. 12,5 % přistěhovalců na ostrově).
Naprostá většina přistěhovalců na Korsiku přichází za prací. Většina z nich pracuje v zemědělství, jako dělníci nebo jako úředníci. Jsou soustředěni především v Sartenais, Balagne a ve Východní nížině. Více než 50 % přistěhovalců usazených na Korsice uvádí, že nemá žádnou kvalifikaci.

### Náboženství
Na Korsice vždy převládalo katolické náboženství a katolická církev. Hlásí se k ní 92 % Korsičanů. Diecéze ajaccijská pokrývá celý ostrov. Ke Sjednocené protestantské církvi Francie patří na Korsice pouze 250 rodin.

### Vzdělávání, zdravotnictví
Jediná univerzita na ostrově je Korsická univerzita Pascala Paoliho (Università di Corsica Pasquale Paoli), která sídlí v Corte. založil jí v roce 1765 Pasquale Paoli, znovu funguje od roku 1981. Na 3 fakultách a 5 ústavech studuje 5 000 studentů. Na Korsice funguje 36 středních škol a dalších 33 institucí dalšího sekundárního vzdělávání (collège).

## Kultura

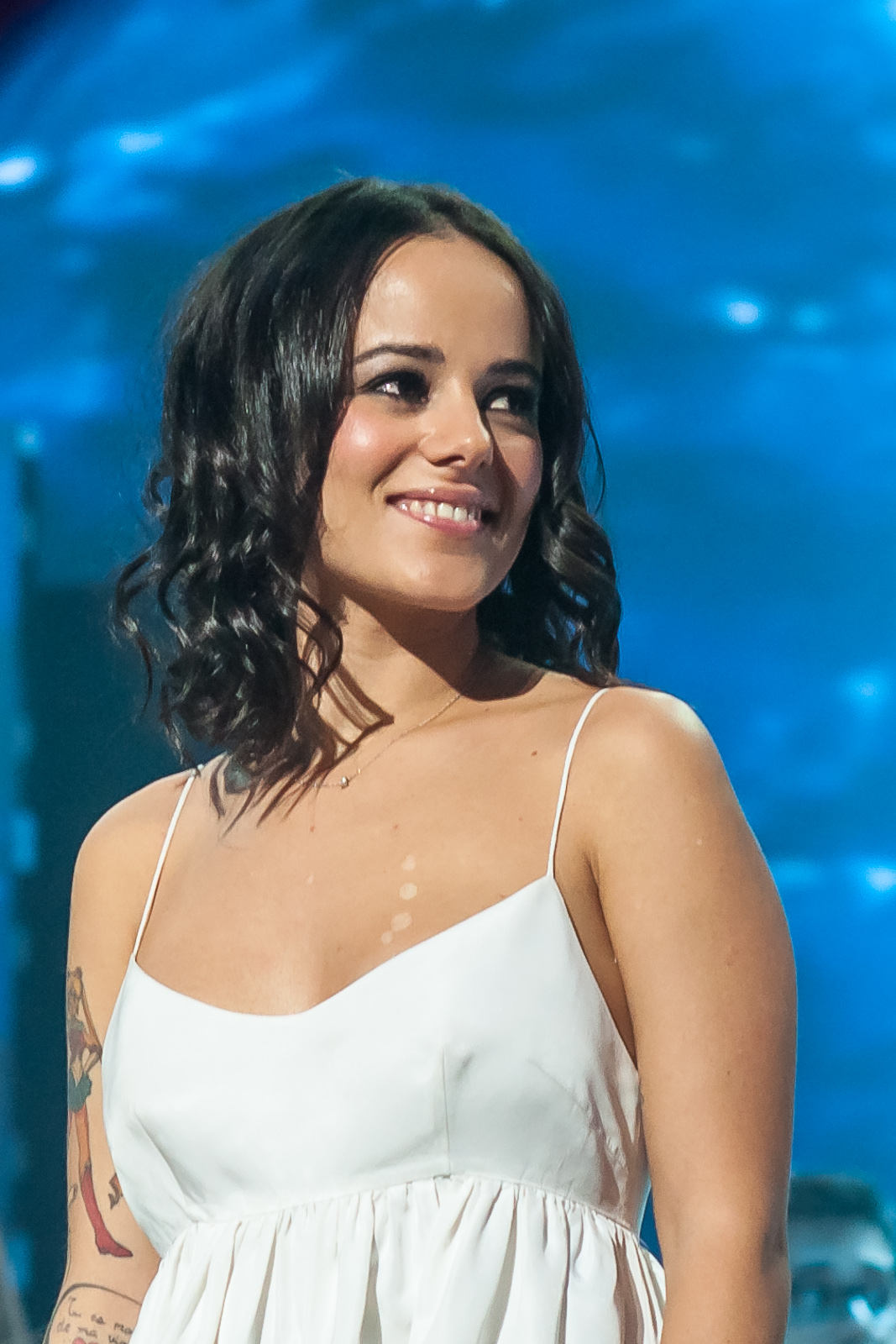
Zpěvačka Alizée

Z Korsiky pochází řada známých umělců a umělkyň:
- Alizée (zpěvačka/tanečnice)
- Martha Angelici (operní pěvkyně)
- A Filetta (polyfonní pěvecká skupina)
- Canta U Populu Corsu (skupina)
- Laetitia Casta (modelka/herečka)
- Baptiste Giabiconi (model/zpěvák)
- Julien de Casabianca (kinematograf)
- Jérôme Ferrari (spisovatel)
- Patrick Fiori (zpěvák)
- Petru Guelfucci (zpěvák)
- José Luccioni (operní pěvec)
- Gaston Micheletti (operní pěvec)
- I Muvrini (skupina)
- Jenifer (zpěvačka)
- François Lanzi (malíř)
- Ange Leccia (malíř, fotograf, filmař)
- Henri Padovani (hudebník; původní kytarista skupiny The Police)
- Thierry de Peretti (kinematograf)
- Marie-Claude Pietragalla (tanečnice)
- Jean-Paul Poletti (zpěvák)
- Robin Renucci (komik)
- Tino Rossi (zpěvák)
- César Vezzani (operní pěvec)

### Pamětihodnosti

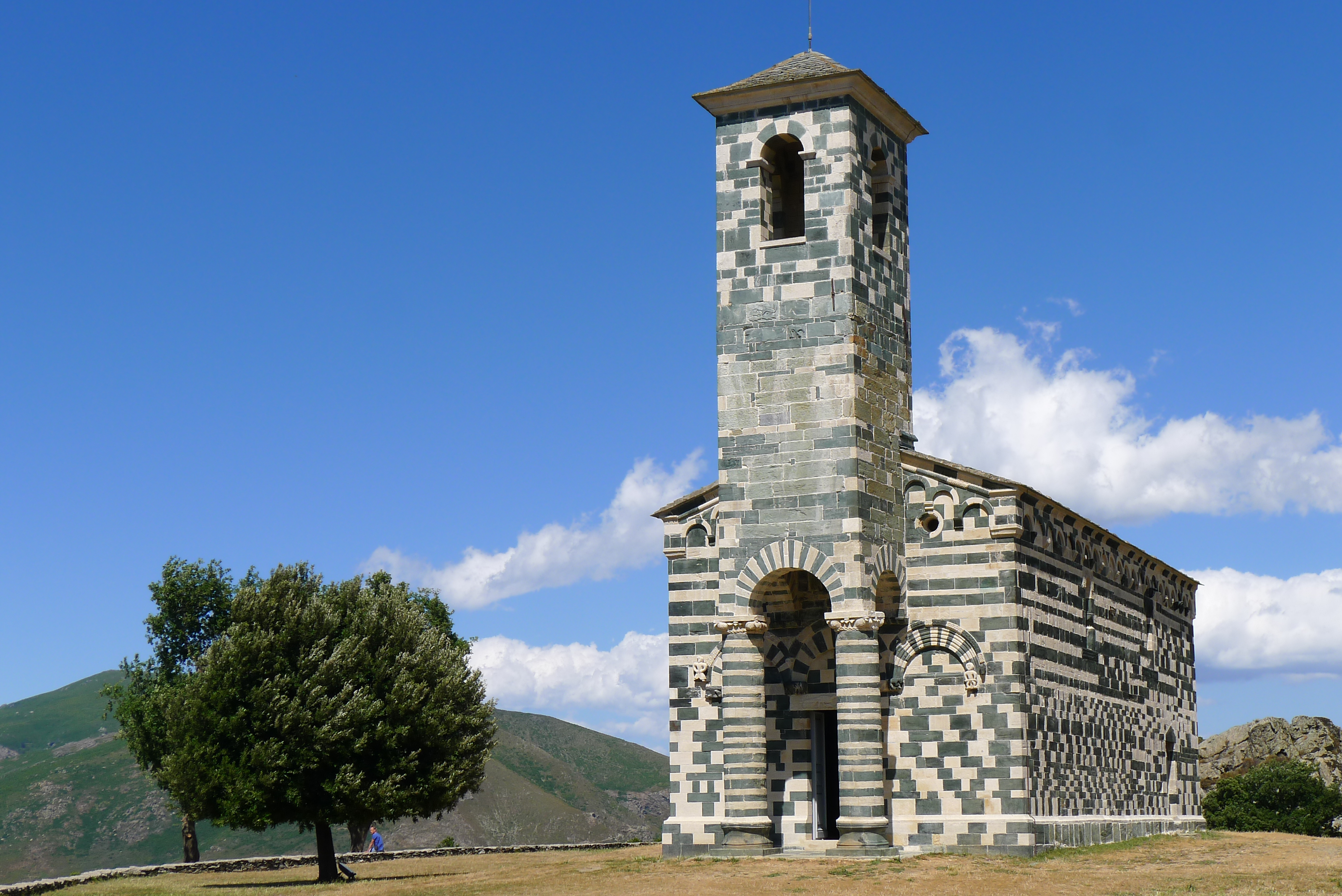
Kostel sv. Michala z 12. století v Murato (Haute-Corse) je od roku 1840 památkově chráněn (monument historique).

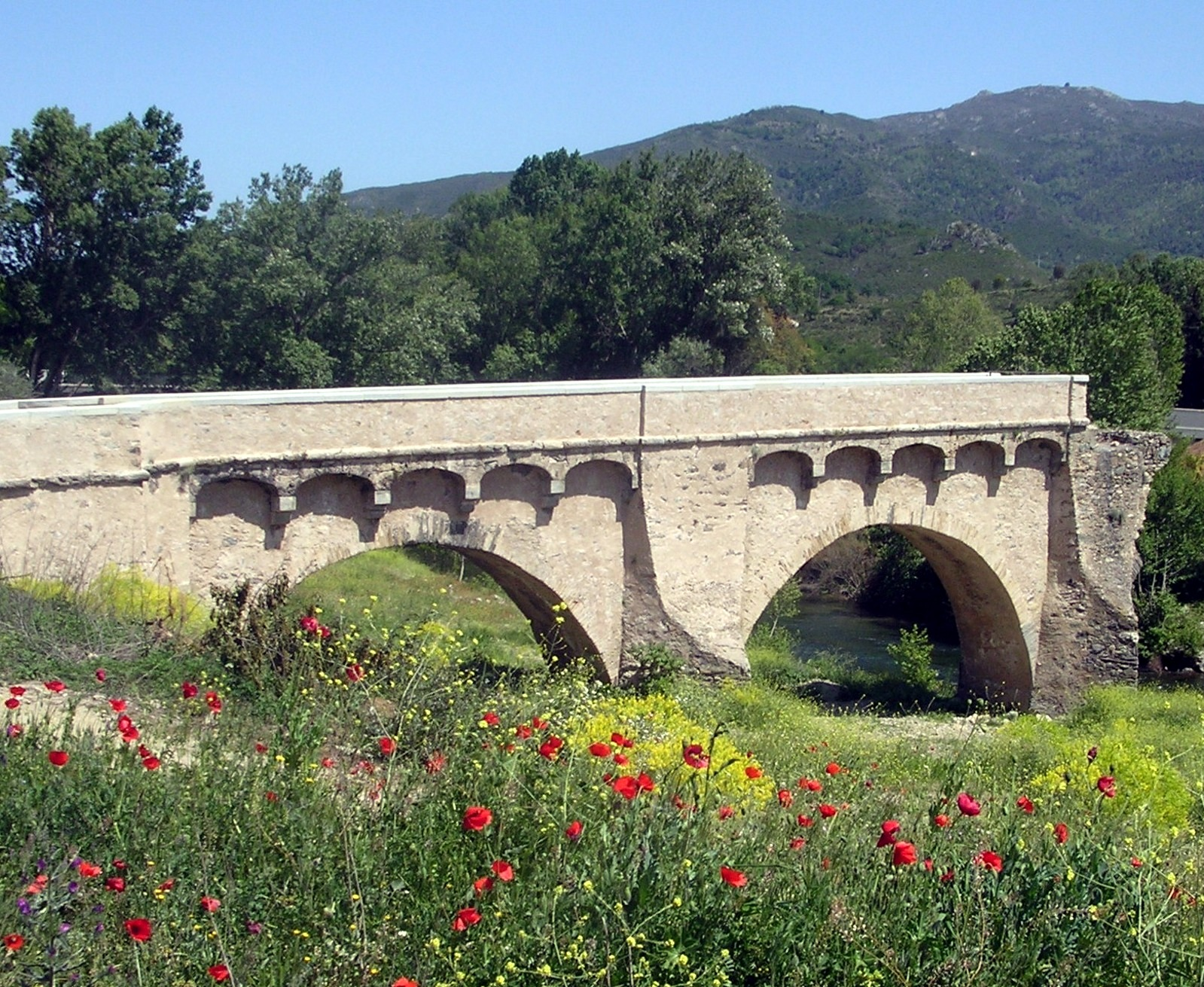
Most, na němž se v roce 1769 odehrála bitva u Ponte-Novo, je od roku 1928 památkově chráněn. 319. Byl obnoven poté, co byl těžce poškozen při osvobozování Korsiky během německého ústupu na Sardinii

Korsika byla osídlena již v prehistorických dobách, což dokládají megalitická naleziště, jako je například soustava menhirů ve Filitose. Tyto záhadné památky, z doby kole 1200 př. n. l., jsou jednou z nejstarších stop lidské přítomnosti na ostrově. Na ostrově se nacházejí i další významná prehistorická archeologická naleziště, zejména v Cucuruzzu a Capula u Levie. V průběhu staletí se na ostrově vystřídalo několik civilizací, z nichž každá zanechala svou stopu, od Etrusků přes Římany, Janovany až po Pisány. Aléria je významnou archeologickou lokalitou, kde bylo objeveno a zachováno mnoho pozůstatků starověkého římského města, včetně fóra, termálních lázní a chrámů. Tyto vlivy se odrážejí v románské a barokní architektuře mnoha kostelů a kaplí rozmístěných po celém ostrově, například v kostele svatého Michala v Muratu, který je mistrovským dílem pisánského románského umění. Na Korsice se nachází velké množství malých románských kaplí, zejména na jihu ostrova, s freskami, sochami a jedinečnou architekturou, často zasazených do přírody. Dlouho nebylo možné sestavit soupis ostrovního kulturního dědictví, jak vysvětlil archeolog a spisovatel Prosper Mérimée: „Chudí, nikterak nadšení pro zbožnost, vykořisťovaní chamtivými guvernéry, Korsičané nikdy nebyli schopni pěstovat umění “.
Dalším aspektem korsického dědictví, který si zaslouží zvláštní pozornost, je korsická architektura. Obce na vrcholcích kopců, jako jsou Pigna a Corte, jsou symbolem korsického odporu proti invazi a cizí nadvládě. Domy z nasucho kladených kamenů s břidlicovými střechami svědčí o know-how předků přizpůsobeném klimatickým podmínkám ostrova. Janovské věže rozeseté podél pobřeží jsou tichými strážci této bouřlivé historie a připomínají dobu, kdy se ostrov musel chránit před piráty. Některá města mají jedinečné dědictví, jako například Bonifacio, které se tyčí na vápencových útesech a je místem, kde se nachází citadela do ní vedoucí schodiště aragonského krále, vytesané do útesů a umožňující přístup do města od moře. Vesnice Sant'Antonino v Haute-Corse je středověká vesnice, která je zařazena mezi nejkrásnější vesnice Francie. Nachází se na kopci, nabízí panoramatický výhled na oblast Balagne a je známá svými kamennými uličkami a autentickým půvabem. 

### Hudba
Korsická hudba, zejména symbolická korsická polyfonní píseň, je součástí korsické identity a kultury, známé po celé Francii a Evropě. Na Korsice existují i další hudební formy a styly (jednohlasé, sborové atd.), které souvisejí zejména s náboženským repertoárem (např. kancionály) nebo se soukromým či občanským životem (např. od ukolébavek po Lamenti/Vocceri). Spolu se Sardinií je Korsika jediným ostrovem ve Středozemním moři, kde se praktikuje polyfonní zpěv. Obě hudby jsou velmi ceněné místními obyvateli i návštěvníky.   
Paghjella je polyfonní mužský tříhlasí zpěv tradiční korsické lidové hudby, kdy každý zpívá nezávislou melodii. Střední hlas nese hlavní melodii, druhý, nižší hlas doprovází a třetí, nejvyšší hlas zpívá koloraturu. K této tradici patří skupiny I Muvrini a A Filetta. V roce 2009 byla Paghiella zapsána na seznam nehmotného dědictví UNESCO.
Hudební nástroje (cetera, pivana, cialamella, riberbula, pirula, cassella...) jsou také nedílnou součástí tohoto hudebního dědictví, ale jejich role se zdá být menší ve srovnání se zpěvem, který se praktikoval při mnoha příležitostech již od starověku (náboženské oslavy, ale i hostiny, slavnosti, smuteční hostiny...). V moderní době se často jako podpora zpěvu při místních nebo rodinných oslavách používají housle.  
Mezi známé hudebníky narozené na Korsice patří Tino Rossi a Alizée.  

### Média
Na Korsice hrají média významnou politickou roli. Často jsou v centru debat o autonomii, zachování korsičtiny a dalších důležitých společenských otázkách ostrova. Média slouží jako platforma pro různé politické proudy, od korsických nacionalistů až po tradiční politické strany, a ovlivňují tak veřejné mínění a místní volby.
Redakční nezávislost korsických médií je někdy zpochybňována, zejména kvůli malé velikosti mediálního trhu na ostrově a z toho vyplývajícím ekonomickým a politickým tlakům. Korsická média nicméně zůstávají klíčovým prostorem pro vyjádření různých názorů a obhajobu místních zájmů. 
Korsický film je odrazem ostrovní společnosti, jejích radostí i napětí. Opakovaně se objevují témata jako vazba na zemi, rodina a konflikty identity. Korsičtí filmaři se neváhají zabývat citlivými tématy, jako je násilí a nacionalismus, a zároveň oslavují krásu a rozmanitost své kultury. Již ve 20. letech 20. století se o ostrov začali zajímat francouzští filmaři, které fascinovala jeho divoká krajina a tradice předků. Tyto rané produkce, využívaly Korsiku pouze jako exotickou kulisu. V 50. a 60. letech však korsická kinematografie získala nový rozměr, když se objevili místní režiséři, kteří se snažili zachytit skutečnou podstatu ostrova. Tento vývoj ilustrují filmy jako L'Enquête Corse (2004), v nichž se humor mísí s jemnou kritikou ostrovní společnosti. Ústřední roli v korsické filmové tvorbě hrají také dokumenty, které nabízejí autentický a často dojemný pohled na život na ostrově. 
Tisk je zastoupen několika tituly, z nichž některé pokrývají celý region. Hlavními tituly regionálního denního tisku jsou: Corse-Matin (deník), Journal de la Corse (nejstarší deník na ostrově, založený v roce 1817), Stampa Paese, U Ribombu (v korsičtině), Arriti (korsicky), Corse Net Infos (pouze online), Corsica Infurmazione (pouze online), Alta Frequenza (pouze online), Kyrn (týdeník založený v roce 1969).
Televize na Korsice se vyznačuje přítomností místních kanálů, jako je France 3 Corse ViaStella. Tento veřejnoprávní kanál hraje klíčovou roli při představování korsické reality, neboť přináší pořady, které se zabývají kulturou, historií a současnými problémy ostrova. France 3 Corse ViaStella rovněž vysílá obsah v korsičtině, čímž podporuje úsilí o oživení tohoto jazyka.
Korsické rozhlasové stanice, jako je France Bleu RCFM, jsou rovněž důležitým prostředkem kulturního a jazykového šíření. Zabývají se místními tématy a zároveň vysílají pořady v korsičtině, čímž přispívají k životaschopnosti ostrovní kultury.
Od roku 2016 je funguje internetová doména nejvyššího řádu .corsica vyhrazená pro jednotlivce, instituce nebo společnosti, které chtějí prokázat své spojení s Korsikou. Doménu spravuje Collectivité Territoriale de Corse, korsický územní orgán.

### Kuchyně

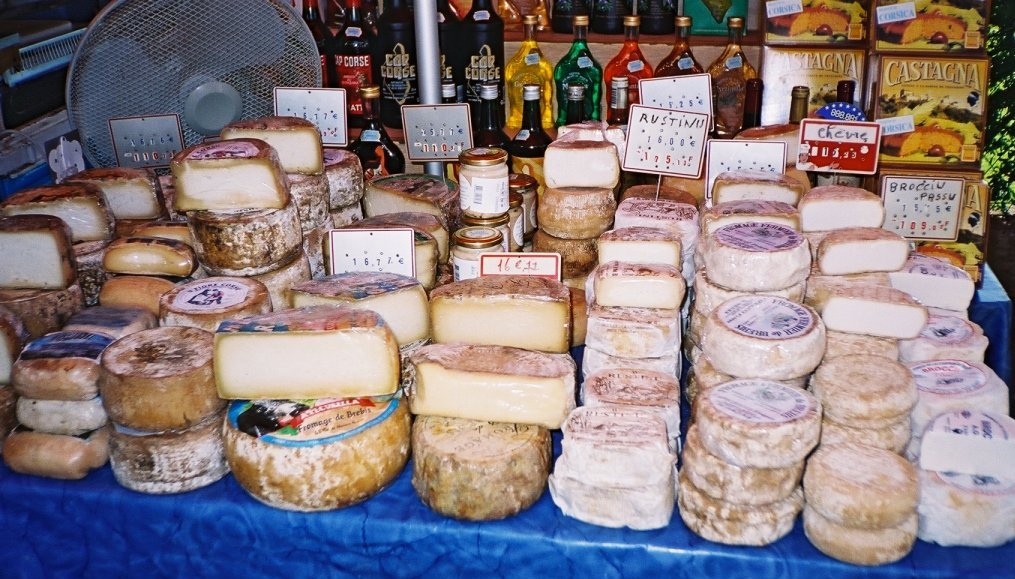
Korsické sýry

Korsická kuchyně založena především na produktech ostrova a z historických a geografických důvodů má mnoho společného s italskou kuchyní a okrajově s kuchyní v okolí Nice (Azurové pobřeží) a provensálskou kuchyní. Jde o velmi bohatou a většinou i výživnou středomořskou kuchyni. Mezi tradiční suroviny patří jedlé kaštany, těstoviny, noky, sýry, maso, ryby, víno a olivový olej.   
Oblíbená je zvěřina, například divoké prase (Cingale, Singhjari). Nechybí ani mořské plody a říční ryby, například pstruzi. Z korsického vepřového masa (porcu nustrale) se připravují lahůdky, jako je figatellu (nazývané také ficateddu), z jater, coppa, šunka (prizuttu), lonzu. Charakteristický je sýr brocciu (podobný ricottě), který se používá jako čerstvá přísada do mnoha pokrmů, od předkrmů (sturzapreti) až po zákusky (fiadone). Další sýry, jako casgiu merzu („zkažený sýr“, korsická obdoba sardinského casu martzu) a casgiu veghju, se vyrábějí z kozího nebo ovčího mléka. Kaštany jsou hlavní složkou při výrobě kaštanového chleba (pulenta castagnina), koláčů (falculelle), podobně se z nich vyrábí kaštanové pivo (značky Pietra, Furiani). Pulenta je korsický chléb z kaštanové mouky, vody a soli, která má podobu měkké hnědé koule nebo placky posypané kaštanovou moukou. 

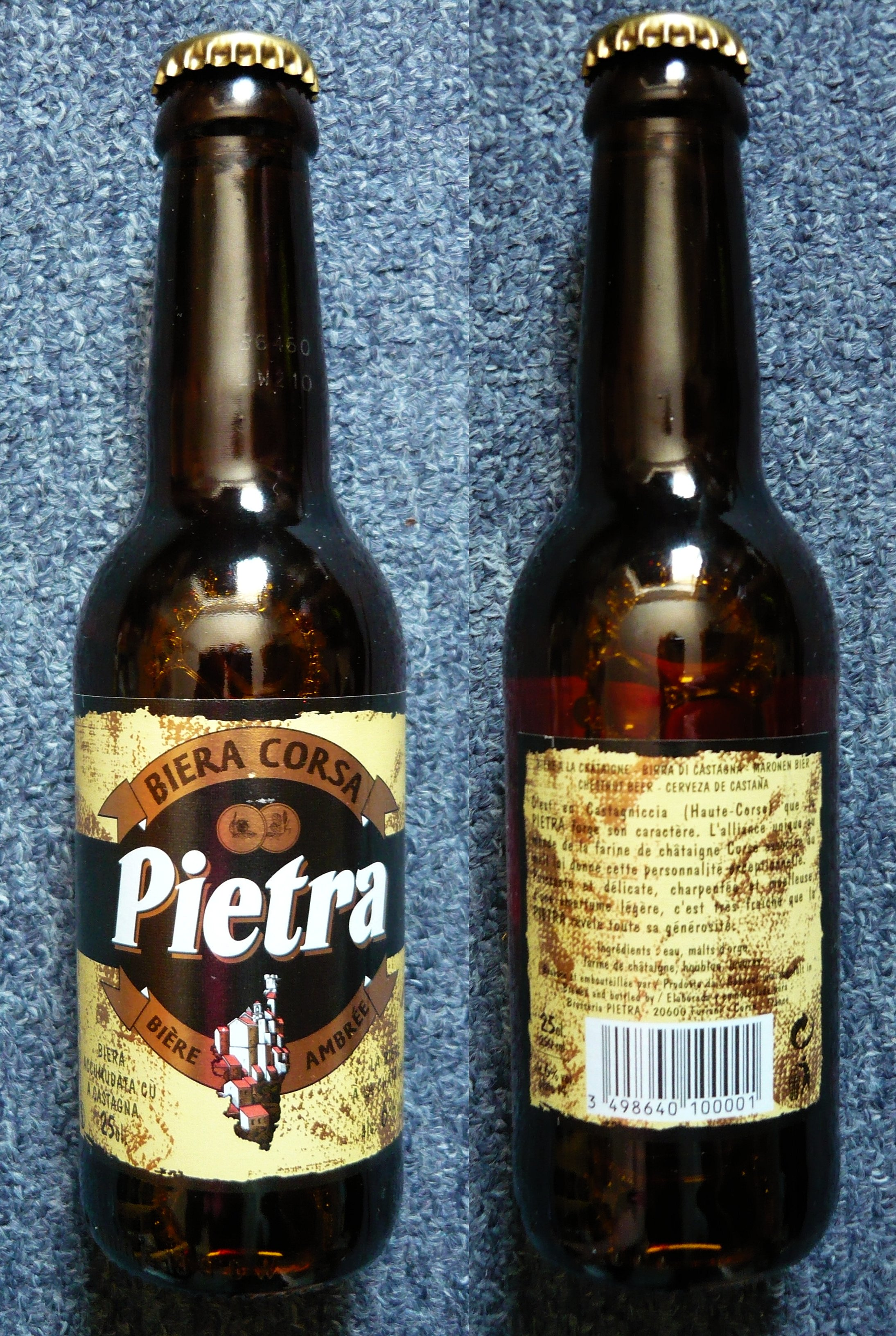
Korsické pivo z kaštanové mouky

Těstovinové pokrmy a těstoviny jako příloha k masitým pokrmům jsou běžnější než ve většině ostatních francouzských provincií. Existuje mnoho druhů ovčích a kozích sýrů, například Brocciu, syrovátkový sýr z ovčího nebo kozího mléka. 
Na Korsice se vyrábí široká škála vín: červená vína, růžová vína, bílá vína, tichá i šumivá, suchá i sladká. Za tuto rozmanitost je zodpovědný reliéf a různé půdy. Vinná réva se pěstuje až do nadmořské výšky kolem 300 metrů. Tradičně se pěstují odrůdy Cinsault, Carignan, Grenache, Ugni Blanc a Syrah. Nově se k nim přidávají Cabernet Sauvignon, Chardonnay, Viognier, Merlot a Rulandské modré. Odrůdy Niellucciu, Sciaccarellu a Vermentinu mají regionální význam.
Nechybí ani další druhy alkoholů, od aquavity (brandy), ovocná brandy Eau de vie, whisky, pastis Dami až po slavný aperitiv „Cap Corse“.   

### Sport
Většina korsických fotbalových klubů je v současnosti rozeseta po pěti nejvyšších patrech francouzského fotbalu. AC Ajaccio a SC Bastia hrají v sezóně 2024–⁠⁠⁠⁠⁠⁠25 v Ligue 2, ačkoli oba kluby hrály v posledním desetiletí i v Ligue 1. FC Bastia-Borgo v současné době působí v Championnat National a Gazélec Ajaccio v Championnat National 3. ÉF Bastia dříve soutěžil v Regional 1, ale v roce 2021 se spojil s dalším korsickým týmem Association de la Jeunesse de Biguglia a vznikl Football Jeunesse Étoile Biguglia.
Tour de Corse je rallye pořádaná od roku 1956, která byla v letech 1973–⁠⁠⁠⁠⁠⁠2008 podnikem mistrovství světa v rallye a později Intercontinental Rally Challenge a mistrovství Evropy v rallye. Tour de Corse se vrátila jako podnik mistrovství světa v rallye v roce 2015. 
Korsika je obzvláště oblíbená mezi cyklisty a motorkáři, a to i díky kombinaci horských silnic a výhledů na moře. Závodní cyklisté oceňují tréninkový efekt náročných horských průsmyků na ostrově.
V roce 2013 poprvé zavítal na Korsiku cyklistický závod Tour de France, a to v rámci svého 100. ročníku. V rámci takzvaného Grand Départ (Velkého odjezdu) začal na Korsice třemi etapami: z Porto-Vecchio do Bastie další den z Bastie do Ajaccia a třetí den z Ajaccia do Calvi.
Rozsáhlá dálková turistická trasa GR 20 s četnými horolezeckými úseky láká mnoho pěších turistů. Horolezectví nabývá na významu od počátku 21. století. Četné bizarní skalní útvary, známé také jako „tafoni“, jsou mimořádně přilnavé. Nejznámějšími lezeckými centry jsou údolí Restonica a průsmyk Bavella.
Navzdory jižní poloze je na některých místech možné v zimě lyžovat. Na Col de Vergio mezi městy Porto a Calacuccia, pod horou Monte Renoso poblíž Ghisoni (Capannelle) a na náhorní plošině Plateau d'Ese severovýchodně od Bastelica se nacházejí tři menší lyžařské areály, každý se třemi až šesti vleky[32]. Další malý lyžařský areál se nachází poblíž Haut-Asco severně od Monte Cinto. Běžecké lyžování je možné na náhorní plošině Plateau de Coscione mezi Zicavu a Monte Incudine a nad Évisou. 
Celý ostrov je díky svému klimatu a převládajícím větrům oblíbenou oblastí pro plachtění a windsurfing, a to nejen pro Francouze. Jako výchozí body pro tyto sporty slouží řada dobře vybavených přístavů a marin.